# DM i tennis
Danmarksmesterskaberne i tennis er de danske individuelle mesterskaber i tennis for seniorer, og mesterskaberne afholdes årligt af Dansk Tennis Forbund, såvel udendørs som indendørs. Både uden- og indendørs spilles der om DM-titler i herresingle, damesingle, mens herredouble, damedouble og mixed double-mesterskabet kun afholdes udendørs. Tidligere er der dog også blevet spillet om double-titlerne indendørs.
Mesterskabet er åbent for spillere med dansk licens, som er medlem af en klub under Dansk Tennis Forbund, og som fylder mindst 13 år i det kalenderår, som mesterskabet afvikles i. Ikke-danske statsborgere og statsløse personer kan deltage, hvis de har boet fast i Danmark de seneste to år før tilmeldingsfristen, og hvis de i denne periode har været medlem af en klub under Dansk Tennis Forbund.
To gange om året afvikler DTF ligeledes DM i tennis for hold, som er en divisionsholdturning, hvor den øverste række er Elitedivisionen. 

## Historie
Det første uofficielle danske mesterskab i tennis blev afholdt i 1889 og Kjøbenhavns Boldklub (KB) afholdt årligt mesterskabet, indtil Dansk Boldspil Union, som dengang var det styrende organ for tennissporten i Danmark, indtil Dansk Lawn Tennis Forbund oprettedes i 1921, afviklede det første officielle mesterskab i 1904.
Det første indendørsmesterskab blev afviklet i 1914.
Fra 1930 spilledes alle fem mesterskabsrækker både indendørs og udendørs, men siden 1998 er mixed double-mesterskabet ikke afviklet indendørs.

## Præmier
Pr. 2017 var præmierne ved DM i tennis fordelt som følger.
| Resultat        | Single pr. spiller | Double pr. par |
| --------------- | ------------------ | -------------- |
| Vindere         | 5.000 kr.          | 2.000 kr.      |
| Finalister      | 2.500 kr.          | 1.000 kr.      |
| Semifinalister  | 1.250 kr.          | 500 kr.        |
| Kvartfinalister | 625 kr.            | -              |

Pr. 2018 var præmierne ved udendørs-DM i tennis fordelt som følger.
| Resultat       | Single pr. spiller |
| -------------- | ------------------ |
| Vindere        | 8.000 kr.          |
| Finalister     | 4.000 kr.          |
| Semifinalister | 1.500 kr.          |

## Udendørs-DM

### Uofficielle mestre
Det første uofficielle danske mesterskab i tennis blev afholdt i 1889 og blev af Kjøbenhavns Boldklub (KB) afholdt årligt, indtil Dansk Boldspil Union afviklede det første officielle mesterskab i 1904.
Denne liste er ufuldstændig; hjælp gerne med at udfylde den.
| År   | Herresingle           | Damesingle         | Herredouble                        |
| ---- | --------------------- | ------------------ | ---------------------------------- |
| 1889 | Folmer Hansen KB      |                    |                                    |
| 1890 | Folmer Hansen KB      |                    | J. Krabbe Robert Wintle KB         |
| 1891 | Folmer Hansen KB      |                    | Axel Arendrup Folmer Hansen KB     |
| 1892 | Folmer Hansen KB      |                    | Torben Grut Folmer Hansen KB       |
| 1893 | Folmer Hansen KB      |                    | H. Hornemann J. Ramm KB            |
| 1894 | Thorkil Hillerup KB   |                    | H. Hornemann J. Ramm KB            |
| 1895 | Helge Nissen KB       |                    | Jørgen Forchhammer Helge Nissen KB |
| 1896 | Folmer Hansen KB      |                    | Jørgen Forchhammer Helge Nissen KB |
| 1897 | Jørgen Forchhammer KB |                    | Jørgen Forchhammer Helge Nissen KB |
| 1898 | Jørgen Forchhammer KB |                    | Jørgen Forchhammer Helge Nissen KB |
| 1899 | Erik Larsen KB        |                    | Jørgen Forchhammer Helge Nissen KB |
| 1900 | Erik Larsen KB        |                    | Frederik Gudmann Erik Larsen KB    |
| 1901 | Folmer Hansen KB      |                    |                                    |
| 1902 | Thorkil Hillerup KB   | Mary Herskind B.93 |                                    |
| 1903 | Erik Larsen KB        |                    |                                    |

### Officielle mestre
| År   | Herresingle                                  | Damesingle                                      | Herredouble                                                                | Damedouble                                                                         | Mixed double                                                                    |
| ---- | -------------------------------------------- | ----------------------------------------------- | -------------------------------------------------------------------------- | ---------------------------------------------------------------------------------- | ------------------------------------------------------------------------------- |
| 1904 | Thorkil Hillerup (1) KB                      |                                                 |                                                                            |                                                                                    |                                                                                 |
| 1905 | Erik Larsen (1) KB                           |                                                 |                                                                            |                                                                                    |                                                                                 |
| 1906 | Erik Larsen (2) KB                           | Sofie Castenschiold (1) KB                      |                                                                            |                                                                                    |                                                                                 |
| 1907 | Erik Larsen (3) KB                           | Sofie Castenschiold (2) KB                      | Leif Rovsing (1) Hans Wedege (1) KB                                        |                                                                                    |                                                                                 |
| 1908 | Erik Larsen (4) KB                           | Sofie Castenschiold (3) KB                      | Leif Rovsing (2) Hans Wedege (2) KB                                        |                                                                                    |                                                                                 |
| 1909 | Vagn Ingerslev (1) KB                        | Sofie Castenschiold (4) KB                      | Poul Groes (1) Axel Thayssen (1) B.93                                      |                                                                                    |                                                                                 |
| 1910 | Jørgen Arenholdt (1) KB                      | Sofie Castenschiold (5) KB                      | Hans Sandby (1) Ove Frederiksen (1) KB                                     |                                                                                    |                                                                                 |
| 1911 | Ernst Frigast (1) AB                         | Mary Herskind (1) B.93                          | Poul Groes (2) Axel Thayssen (2) B.93                                      |                                                                                    |                                                                                 |
| 1912 | Vagn Ingerslev (2) KB                        | Inger Hammer (1) B.93                           | Poul Groes (3) Axel Thayssen (3) B.93                                      |                                                                                    |                                                                                 |
| 1913 | Vagn Ingerslev (3) KB                        | Inger Hammer (2) B.93                           | Leif Rovsing (3) Hans Wedege (3) KB                                        |                                                                                    |                                                                                 |
| 1914 | Vagn Ingerslev (4) KB                        | Inger Hammer (3) B.93                           | Ernst Frigast (1) Axel Thayssen (4) B.93                                   |                                                                                    |                                                                                 |
| 1915 | Vagn Ingerslev (5) KB                        | Alice Krayenbühl (1) KB                         | Ernst Frigast (2) Axel Thayssen (5) B.93                                   |                                                                                    |                                                                                 |
| 1916 | Ove Frederiksen (1) KB                       | Valborg Bjurstedt (1) · Norge                   | Aage Madsen (1) B.93 Leif Rovsing (4) KB                                   |                                                                                    |                                                                                 |
| 1917 | Vagn Ingerslev (6) KB                        | Alice Krayenbühl (2) KB                         | Ernst Frigast (3) Axel Thayssen (6) B.93                                   |                                                                                    |                                                                                 |
| 1918 | Vagn Ingerslev (7) KB                        | Alice Krayenbühl (3) KB                         | Ove Frederiksen (2) Vagn Ingerslev (1) KB                                  |                                                                                    |                                                                                 |
| 1919 | Vagn Ingerslev (8) KB                        | Alice Krayenbühl (4) KB                         | Ove Frederiksen (3) Vagn Ingerslev (2) KB                                  |                                                                                    |                                                                                 |
| 1920 | Vagn Ingerslev (9) KB                        | Amory Hansen (1) KB                             | Ove Frederiksen (4) Vagn Ingerslev (3) KB                                  |                                                                                    |                                                                                 |
| 1921 | Vagn Ingerslev (10) KB                       | Margrethe Kähler (1) B.93                       | Erik Fenger (1) Povl Henriksen (1) B.93                                    | Agnete Goldschmidt (1) Ebba Meyer (1) B.93                                         | Ebba Meyer (1) Axel Petersen (1) B.93                                           |
| 1922 | Erik Worm (1) KB                             | Margrethe Kähler (2) B.93                       | Erik Tegner (1) B.93 Erik Worm (1) KB                                      | Margrethe Kähler (1) B.93 Elsebeth Brehm (1) KB                                    | Elsebeth Brehm (1) Erik Worm (1) KB                                             |
| 1923 | Erik Worm (2) KB                             | Elsebeth Brehm (1) KB                           | Povl Henriksen (2) B.93 Einer Ulrich (1) KB                                | Ingen damedouble- mesterskaber i perioden 1923-29.                                 | Elsebeth Brehm (2) Erik Worm (2) KB                                             |
| 1924 | Erik Worm (3) KB                             | Elsebeth Brehm (2) KB                           | Erik Tegner (2) B.93 Einer Ulrich (2) KB                                   | Ingen damedouble- mesterskaber i perioden 1923-29.                                 | Elsebeth Brehm (3) Erik Worm (3) KB                                             |
| 1925 | Axel Petersen (1) B.93                       | Elsebeth Brehm (3) KB                           | Erik Worm (2) Einer Ulrich (3) KB                                          | Ingen damedouble- mesterskaber i perioden 1923-29.                                 | Else Dam (1) Povl Henriksen (1) B.93                                            |
| 1926 | Axel Petersen (2) B.93                       | Else Dam (1) B.93                               | Axel Petersen (1) B.93 Einer Ulrich (4) KB                                 | Ingen damedouble- mesterskaber i perioden 1923-29.                                 | Ebba Meyer (2) B.93 Einer Ulrich (1) KB                                         |
| 1927 | Axel Petersen (3) Kløvermarkens TK           | Martha Pio (1) B.93                             | Axel Petersen (2) Einer Ulrich (5) Kløvermarkens TK                        | Ingen damedouble- mesterskaber i perioden 1923-29.                                 | Jonna Gandil (1) Povl Henriksen (2) B.93                                        |
| 1928 | Einer Ulrich (1) HIK                         | Ilse Friedleben (1) · Tyskland                  | Fritz Gleerup (1) Povl Henriksen (3) B.93                                  | Ingen damedouble- mesterskaber i perioden 1923-29.                                 | Ilse Friedleben (1) · Tyskland · Einer Ulrich (2) · HIK                         |
| 1929 | Einer Ulrich (2) HIK                         | Else Støckel (1) HIK                            | Fritz Gleerup (2) Povl Henriksen (4) B.93                                  | Ingen damedouble- mesterskaber i perioden 1923-29.                                 | Else Støckel (1) Einer Ulrich (3) HIK                                           |
| 1930 | Povl Henriksen (1) B.93                      | Else Støckel (2) HIK                            | Vagn Aage Winther (1) KB Einer Ulrich (6) HIK                              | Gudrun Agerholm Roll (1) Inga Sperling (1) HIK                                     | Else Støckel (2) Einer Ulrich (4) HIK                                           |
| 1931 | Einer Ulrich (3) HIK                         | Else Støckel (3) HIK                            | Fritz Gleerup (3) B.93 Povl Henriksen (5) KB                               | Ida Mølmark Jensen (1) Svendborg TK Hilda Klee (1) Odense                          | Aase Vibe Hastrup (1) KB Einer Ulrich (5) HIK                                   |
| 1932 | Einer Ulrich (4) HIK                         | Else Støckel (4) HIK                            | Fritz Gleerup (4) B.93 Einer Ulrich (7) HIK                                | Else Dam (1) B.93 Else Støckel (1) HIK                                             | Else Støckel (3) HIK Fritz Gleerup (1) B.93                                     |
| 1933 | Anker Jacobsen (1) KB                        | Else Hollis (5) HIK                             | Ernst Asmussen (1) Helge Plougmann (1) B.93                                | Else Hollis (2) HIK Else Dam (2) B.93                                              | Else Hollis (4) HIK Fritz Gleerup (2) B.93                                      |
| 1934 | Anker Jacobsen (2) KB                        | Ida Mølmark Jensen (1) Svendborg TK             | Helge Plougmann (2) B.93 Einer Ulrich (8) HIK                              | Johanne Louise Gleerup (1) B.93 Esther Berg Nielsen (1) KB                         | Else Dam (2) B.93 Bent Panker (1) KB                                            |
| 1935 | Einer Ulrich (5) HIK                         | Else Hollis (6) HIK                             | Helge Plougmann (3) B.93 Einer Ulrich (9) HIK                              | Johanne Louise Gleerup (2) B.93 Esther Berg Nielsen (2) KB                         | Else Dam (3) Helge Plougmann (1) B.93                                           |
| 1936 | Anker Jacobsen (3) KB                        | Else Hollis (7) HIK                             | Anker Jacobsen (1) Bent Panker (1) KB                                      | Johanne Louise Gleerup (3) B.93 Else Hollis (3) HIK                                | Helge Plougmann (2) B.93 Else Hollis (5) HIK                                    |
| 1937 | Anker Jacobsen (4) KB                        | Hilde Sperling (1) HIK                          | Anker Jacobsen (2) Bent Panker (2) KB                                      | Else Hollis (4) HIK Hilde Sperling (1) KB                                          | Hilde Sperling (1) Anker Jacobsen (1) KB                                        |
| 1938 | Finn Bekkevold (1) HIK                       | Hilde Sperling (2) KB                           | Anker Jacobsen (3) Niels Kørner (1) KB                                     | Hilde Sperling (2) KB Else Hollis (5) HIK                                          | Hilde Sperling (2) Anker Jacobsen (2) KB                                        |
| 1939 | Anker Jacobsen (5) KB                        | Hilde Sperling (3) KB                           | Anker Jacobsen (4) Niels Kørner (2) KB                                     | Hilde Sperling (3) KB Else Hollis (6) HIK                                          | Hilde Sperling (3) Anker Jacobsen (3) KB                                        |
| 1940 | Anker Jacobsen (6) KB                        | Hilde Sperling (4) KB                           | Anker Jacobsen (5) Niels Kørner (3) KB                                     | Hilde Sperling (4) KB Else Prochownik (7) HIK                                      | Hilde Sperling (4) Anker Jacobsen (4) KB                                        |
| 1941 | Anker Jacobsen (7) KB                        | Else Prochownik (8) HIK                         | Anker Jacobsen (6) KB Henning Wiig (1) B.93                                | Else Prochownik (8) Lisa Gram Andersen (1) HIK                                     | Johanne Louise Gleerup (1) Anker Jacobsen (5) KB                                |
| 1942 | Helge Plougmann (1) HIK                      | Hilde Sperling (5) KB                           | Helge Plougmann (4) Kai Bjørn Hansen (1) HIK                               | Hilde Sperling (5) Johanne Louise Gleerup (4) KB                                   | Hilde Sperling (5) Anker Jacobsen (6) KB                                        |
| 1943 | Henning Wiig (1) B.93                        | Else Prochownik (9) HIK                         | Per Thielsen (1) Jannik Ipsen (1) HIK                                      | Lisa Gram Andersen (2) HIK Vera Nielsen (1) KB                                     | Lisa Gram Andersen (1) Jannik Ipsen (1) HIK                                     |
| 1944 | Henning Wiig (2) B.93                        | Hilde Sperling (6) KB                           | Henning Wiig (2) B.93 Per Thielsen (2) HIK                                 | Hilde Sperling (6) Johanne Louise Gleerup (5) KB                                   | Lisa Gram Andersen (2) Per Thielsen (1) HIK                                     |
| 1945 | Arne Velschow Rasmussen (1) HIK              | Vera Nielsen (1) KB                             | Arne Velschow Rasmussen (1) Einer Ulrich (10) HIK                          | Lisa Gram Andersen (3) HIK Vera Nielsen (2) KB                                     | Lisa Gram Andersen (3) Jannik Ipsen (2) HIK                                     |
| 1946 | Henning Wiig (3) B.93                        | Else Prochownik (10) HIK                        | Arne Velschow Rasmussen (2) Einer Ulrich (11) HIK                          | Else Prochownik (9) HIK Johanne Louise Gleerup (6) KB                              | Milly Vagn Nielsen (1) Henning Wiig (1) B.93                                    |
| 1947 | Arne Velschow Rasmussen (2) HIK              | Vera Nielsen (2) KB                             | Henning Wiig (3) B.93 Erik Bjerre (1) KB                                   | Vera Nielsen (3) KB Lisa Gram Andersen (4) HIK                                     | Agnete Friis (1) HIK Anker Jacobsen (7) KB                                      |
| 1948 | Torben Ulrich (1) HIK                        | Vera Nielsen (3) KB                             | Henning Wiig (4) B.93 Erik Bjerre (2) KB                                   | Agnete Friis (1) Milly Vagn Nielsen (1) HIK                                        | Vera Nielsen (1) Kurt Nielsen (1) KB                                            |
| 1949 | Kurt Nielsen (1) KB                          | Else Prochownik (11) HIK                        | Kurt Nielsen (1) Anker Jacobsen (7) KB                                     | Else Prochownik (10) Dora Dahl (1) HIK                                             | Lisa Gram Andersen (4) Jannik Ipsen (3) HIK                                     |
| 1950 | Kurt Nielsen (2) KB                          | Else Prochownik (12) HIK                        | Torben Ulrich (1) HIK Kurt Nielsen (2) KB                                  | Lisa Gram Andersen (5) HIK Vera Johansen (4) KB                                    | Vera Johansen (2) Kurt Nielsen (2) KB                                           |
| 1951 | Kurt Nielsen (3) KB                          | Lisa Gram Andersen (1) HIK                      | Kurt Nielsen (3) KB Torben Ulrich (2) HIK                                  | Milly Vagn Nielsen (2) Agnete Friis (2) HIK                                        | Vera Johansen (3) Kurt Nielsen (3) KB                                           |
| 1952 | Torben Ulrich (2) HIK                        | Milly Vagn Nielsen (1) HIK                      | Henning Wiig (5) B.93 Erik Bjerre (3) KB                                   | Milly Vagn Nielsen (3) Agnete Friis (3) HIK                                        | Agnete Friis (2) Torben Ulrich (1) HIK                                          |
| 1953 | Kurt Nielsen (4) KB                          | Lisa Gram Andersen (2) HIK                      | Kurt Nielsen (4) KB Torben Ulrich (3) HIK                                  | Milly Vagn Nielsen (4) Agnete Friis (4) HIK                                        | Agnete Friis (3) HIK Jørgen Hegn (1) Gentofte TK                                |
| 1954 | Kurt Nielsen (5) KB                          | Vera Johansen (4) KB                            | Jørgen Ulrich (1) Søren Højberg (1) HIK                                    | Vera Johansen (5) KB Lisa Gram Andersen (6) HIK                                    | Vera Johansen (4) Kurt Nielsen (4) KB                                           |
| 1955 | Jørgen Ulrich (1) HIK                        | Lisa Gram Andersen (3) HIK                      | Jørgen Ulrich (2) Søren Højberg (2) HIK                                    | Vera Johansen (6) KB Lisa Gram Andersen (7) HIK                                    | Eva Munthe Fog (1) Erik Bjerre (1) KB                                           |
| 1956 | Torben Ulrich (3) HIK                        | Milly Vagn Nielsen (2) HIK                      | Kurt Nielsen (5) KB Torben Ulrich (4) HIK                                  | Vera Johansen (7) KB Milly Vagn Nielsen (5) HIK                                    | Vera Johansen (5) Kurt Nielsen (5) KB                                           |
| 1957 | Kurt Nielsen (6) KB                          | Vera Johansen (5) KB                            | Jørgen Ulrich (3) HIK Jan Leschly (1) AGF                                  | Vera Johansen (8) KB Lisa Gram Andersen (8) HIK                                    | Vera Johansen (6) Kurt Nielsen (6) KB                                           |
| 1958 | Jørgen Ulrich (2) HIK                        | Vera Johansen (6) KB                            | Kurt Nielsen (6) KB Torben Ulrich (5) HIK                                  | Vera Johansen (9) KB Milly Vagn Nielsen (6) HIK                                    | Vera Johansen (7) Kurt Nielsen (7) KB                                           |
| 1959 | Kurt Nielsen (7) KB                          | Vera Johansen (7) KB                            | Kurt Nielsen (7) KB Jørgen Ulrich (4) HIK                                  | Vera Johansen (10) KB Lisa Gram Andersen (9) HIK                                   | Lise Kaae Sørensen (1) B.93 Kurt Nielsen (8) KB                                 |
| 1960 | Kurt Nielsen (8) KB                          | Pia Balling (1) HIK                             | Kurt Nielsen (8) KB Jan Leschly (2) Aarhus LTK                             | Agnete Friis (5) OB Inge Ulrich Overgaard (1) Lemvig LTK                           | Lise Kaae Sørensen (2) B.93 Kurt Nielsen (9) KB                                 |
| 1961 | Jørgen Ulrich (3) HIK                        | Pia Balling (2) HIK                             | Jørgen Ulrich (5) HIK Jan Leschly (3) Aarhus LTK                           | Lise Kaae Sørensen (1) B.93 Else Schmidt (11) HIK                                  | Bodil Ulrich (1) Jørgen Ulrich (1) HIK                                          |
| 1962 | Jørgen Ulrich (4) HIK                        | Pia Balling (3) HIK                             | Jørgen Ulrich (6) Jan Leschly (4) HIK                                      | Pia Balling (1) Birthe Klingenberg (1) HIK                                         | Lise Kaae Sørensen (3) B.93 Jan Leschly (1) HIK                                 |
| 1963 | Jan Leschly (1) HIK                          | Pia Balling (4) HIK                             | Jørgen Ulrich (7) Jan Leschly (5) HIK                                      | Pia Balling (2) Birthe Klingenberg (2) HIK                                         | Ulla Rise (1) Jørgen Ulrich (2) HIK                                             |
| 1964 | Jan Leschly (2) KB                           | Gitte Grage (1) B.93                            | Torben Ulrich (6) HIK Carl Edvard Hedelund (1) KB                          | Bente Vagn Nielsen (1) Milly Vagn Nielsen (7) HIK                                  | Lise Kaae Sørensen (4) B.93 Jan Leschly (2) KB                                  |
| 1965 | Torben Ulrich (4) HIK                        | Mari-Ann Bloch-Jørgensen (1) HIK                | Carl Edvard Hedelund (2) Thorkild Larsen (1) KB                            | Bente Vagn Nielsen (2) Milly Vagn Nielsen (8) HIK                                  | Pia Balling (1) Jens Christian Andersen (1) HIK                                 |
| 1966 | Jan Leschly (3) KB                           | Pia Balling (5) HIK                             | Carl Edvard Hedelund (3) Thorkild Larsen (2) KB                            | Mari-Ann Bloch-Jørgensen (1) Pia Balling (3) HIK                                   | Lise Kaae Evers (5) B.93 Jan Leschly (3) KB                                     |
| 1967 | Jan Leschly (4) KB                           | Gitte Ejlerskov (2) B.93                        | Jan Leschly (6) Peter Leschly (1) KB                                       | Milly Vagn Nielsen (9) Mari-Ann Bloch-Jørgensen (2) HIK                            | Inge Ulrich Overgaard (1) Jan Leschly (4) KB                                    |
| 1968 | Jan Leschly (5) KB                           | Pia Balling (6) HIK                             | Jan Leschly (7) KB Torben Ulrich (7) HIK                                   | Milly Vagn Nielsen (10) Mari-Ann Bloch-Jørgensen (3) HIK                           | Lotte Sølbeck (1) Jan Leschly (5) KB                                            |
| 1969 | Jan Leschly (6) KB                           | Mari-Ann Bloch-Jørgensen (2) HIK                | Jan Leschly (8) KB Jørgen Ulrich (8) HIK                                   | Gitte Ejlerskov (1) Mari-Ann Bloch-Jørgensen (4) HIK                               | Lise Kaae Evers (6) B.93 Jan Leschly (6) KB                                     |
| 1970 | Jan Leschly (7) KB                           | Inger Buchwald (1) Hareskov-Værløse TK          | Jan Leschly (9) KB Jørgen Ulrich (9) HIK                                   | Gitte Ejlerskov (2) HIK Inger Buchwald (1) Hareskov-Værløse TK                     | Mari-Ann Bloch-Jørgensen (1) HIK Knud Erik Kundby Nielsen (1) Lyngby TK         |
| 1971 | Knud Erik Kundby Nielsen (1) Lyngby TK       | Mari-Ann Bloch-Jørgensen (3) Lyngby TK          | Knud Erik Kundby Nielsen (1) Erik Kornbeck (1) Lyngby TK                   | Mari-Ann Bloch-Jørgensen (5) Inge Christensen (1) Lyngby TK                        | Milly Vagn Nielsen (1) HIK Palle Hove (1) Aarhus 1900                           |
| 1972 | Tom Christensen (1) KB                       | Gitte Ejlerskov (3) HIK                         | Lars Elvstrøm (1) Peter Uldall (1) HIK                                     | Gitte Ejlerskov (3) HIK Mari-Ann Klougart (6) Lyngby TK                            | Dorte Ekner (1) Lars Elvstrøm (1) HIK                                           |
| 1973 | Lars Elvstrøm (1) HIK                        | Anne-Mette Sørensen (1) OB                      | Knud Erik Kundby Nielsen (2) Lyngby TK Tom Christensen (1) KB              | Gitte Ejlerskov (4) HIK Mari-Ann Klougart (7) Lyngby TK                            | Dorte Ekner (2) Lars Elvstrøm (2) HIK                                           |
| 1974 | Tom Christensen (2) KB                       | Anne-Mette Sørensen (2) OB                      | Tom Christensen (2) KB Knud Erik Kundby Nielsen (3) Lyngby TK              | Anne-Mette Sørensen (1) OB Mari-Ann Klougart (8) Lyngby TK                         | Dorte Ekner (3) Lars Elvstrøm (3) HIK                                           |
| 1975 | Lars Elvstrøm (2) HIK                        | Helle Sparre (1) KB                             | Tom Christensen (3) Peter Greve (1) KB                                     | Anne-Mette Sørensen (2) OB Helle Sparre (1) KB                                     | Anne-Mette Sørensen (1) OB Ole Monberg (1) Hørsholm/Rungsted TK                 |
| 1976 | Tom Christensen (3) KB                       | Helle Sparre Viragh (2) KB                      | Carl Lindegaard (1) Kasper Rud (1) Lyngby TK                               | Anne-Mette Sørensen (3) OB Helle Sparre Viragh (2) KB                              | Helle Sparre Viragh (1) Tom Christensen (1) KB                                  |
| 1977 | Tom Christensen (4) KB                       | Dorte Ekner (1) HIK                             | Tom Christensen (4) Finn Christensen (1) KB                                | Dorte Ekner (1) HIK Helle Sparre Viragh (3) KB                                     | Helle Sparre Viragh (2) Tom Christensen (2) KB                                  |
| 1978 | Finn Christensen (1) KB                      | Dorte Ekner (2) HIK                             | Tom Christensen (5) Finn Christensen (2) KB                                | Dorte Ekner (2) Birgitte Hermansen (1) HIK                                         | Anne-Mette Sørensen (2) OB Christian W. Larsen (1) Aarhus 1900                  |
| 1979 | Lars Elvstrøm (3) HIK                        | Dorte Ekner (3) HIK                             | Lars Elvstrøm (2) Christian Max Møller (1) HIK                             | Dorte Ekner (3) Birgitte Hermansen (2) HIK                                         | Dorte Ekner (4) Lars Elvstrøm (4) HIK                                           |
| 1980 | Peter Bastiansen (1) KB                      | Anne-Mette Sørensen (3) Hørsholm/Rungsted TK    | Peter Greve (2) Palle Hove (1) Aalborg TK                                  | Dorte Ekner (4) Birgitte Hermansen (3) HIK                                         | Dorte Ekner (5) HIK Finn Christensen (1) KB                                     |
| 1981 | Peter Bastiansen (2) KB                      | Tine Scheuer-Larsen (1) KB                      | Peter Bastiansen (1) Michael Mortensen (1) KB                              | Tine Scheuer-Larsen (1) KB Anne-Mette Sørensen (4) Hørsholm/Rungsted TK            | Tine Scheuer-Larsen (1) Peter Bastiansen (1) KB                                 |
| 1982 | Lars Elvstrøm (4) HIK                        | Tine Scheuer-Larsen (2) KB                      | Finn Christensen (3) KB Jes Bech Müller (1) HIK                            | Tine Scheuer-Larsen (2) KB Anne-Mette Sørensen (5) Hørsholm/Rungsted TK            | Anne-Mette Sørensen (3) Steen Dannisgård (1) Hørsholm/Rungsted TK               |
| 1983 | Peter Bastiansen (3) KB                      | Tine Scheuer-Larsen (3) KB                      | Peter Bastiansen (2) Michael Mortensen (2) KB                              | Tine Scheuer-Larsen (3) KB Anne Møller (1) Lyngby TK                               | Tine Scheuer-Larsen (2) Peter Bastiansen (2) KB                                 |
| 1984 | Peter Bastiansen (4) KB                      | Lone Vandborg (1) B.93                          | Morten Christensen (1) B.93 Peter Bastiansen (3) KB                        | Lone Vandborg (1) B.93 Anne Møller (2) Lyngby TK                                   | Anne Møller (1) Steen Elsborg (1) Lyngby TK                                     |
| 1985 | Peter Bastiansen (5) KB                      | Lone Vandborg (2) B.93                          | Jens Skjødt (1) B.93 John Larsen (1) Lyngby TK                             | Therese Arildsen (1) Hørsholm/Rungsted TK Anne Møller (3) Lyngby TK                | Therese Arildsen (1) Lars Elvstrøm (5) Hørsholm/Rungsted TK                     |
| 1986 | Michael Tauson (1) KB                        | Tine Scheuer-Larsen (4) KB                      | Michael Mortensen (3) Michael Tauson (1) KB                                | Lone Vandborg (2) B.93 Lene Holm Larsen (1) AB                                     | Tine Scheuer-Larsen (3) Michael Mortensen (1) KB                                |
| 1987 | Michael Tauson (2) KB                        | Tine Scheuer-Larsen (5) KB                      | Michael Mortensen (4) Michael Tauson (2) KB                                | Lone Vandborg (3) B.93 Tine Scheuer-Larsen (4) KB                                  | Tine Scheuer-Larsen (4) Michael Mortensen (2) KB                                |
| 1988 | Michael Tauson (3) KB                        | Merete Balling Stockmann (1) AB                 | Morten Christensen (2) Lyngby TK Michael Tauson (3) KB                     | Lone Vandborg (4) B.93 Tine Scheuer-Larsen (5) KB                                  | Tine Scheuer-Larsen (5) Michael Mortensen (3) KB                                |
| 1989 | Peter Bastiansen (6) KB                      | Henriette Kjær-Nielsen (1) Hørsholm/Rungsted TK | Thomas Sørensen (1) Lyngby TK Frederik Fetterlein (1) Hørsholm/Rungsted TK | Merete Balling Stockmann (1) AB Pernille Sørensen (1) KB                           | Henriette Kjær-Nielsen (1) Frederik Fetterlein (1) Hørsholm/Rungsted TK         |
| 1990 | John Larsen (1) Lyngby TK                    | Karin Ptaszek (1) Hørsholm/Rungsted TK          | Michael Mortensen (5) Michael Tauson (4) KB                                | Karin Ptaszek (1) Henriette Kjær-Nielsen (1) Hørsholm/Rungsted TK                  | Merete Lindahl (1) AB Peter Flintsø (1) KB                                      |
| 1991 | Michael Tauson (4) KB                        | Karin Ptaszek (2) Hørsholm/Rungsted TK          | Peter Flintsø (1) Michael Mortensen (6) KB                                 | Karin Ptaszek (2) Henriette Kjær-Nielsen (2) Hørsholm/Rungsted TK                  | Karin Ptaszek (1) Hørsholm/Rungsted TK Christian Camradt (1) Lyngby TK          |
| 1992 | Frederik Fetterlein (1) Hørsholm/Rungsted TK | Karin Ptaszek (3) HIK                           | Morten Christensen (3) B.93 Frederik Fetterlein (2) Hørsholm/Rungsted TK   | Merete Lindahl (1) Anne Møller (4) Lyngby TK                                       | Karin Ptaszek (2) HIK Christian Camradt (2) Lyngby TK                           |
| 1993 | Frederik Fetterlein (2) Lyngby TK            | Tine Scheuer-Larsen (6) KB                      | Frederik Fetterlein (3) John Larsen (2) Lyngby TK                          | Sofie Albinus (1) Lyngby TK Karin Ptaszek (3) HIK                                  | Merete Lindahl (2) Lyngby TK Thomas Gaarde Andersen (1) KB                      |
| 1994 | Thomas Sørensen (1) Vallensbæk TK            | Sofie Albinus (1) Lyngby TK                     | Nick Bendtsen (1) Lyngby TK Christian Camradt (1) KB                       | Tine Scheuer-Larsen (6) KB Karin Ptaszek (4) HIK                                   | Sandra Olsen (1) Christian Camradt (3) KB                                       |
| 1995 | Thomas Gaarde Andersen (1) KB                | Karin Ptaszek (4) HIK                           | Morten Christensen (4) Patrik Langvardt (1) B.93                           | Tine Scheuer-Larsen (7) KB Karin Ptaszek (5) HIK                                   | Maiken W. Pape (1) Karsten Abel (1) Aarhus 1900                                 |
| 1996 | Thomas Gaarde Andersen (2) KB                | Sofie Albinus (2) Lyngby TK                     | Thomas Gaarde Andersen (1) KB Jens Anker Andersen (1) Aalborg TK           | Karina I. Jacobsgaard (1) KB Eva Dyrberg (1) Hørsholm/Rungsted TK                  | Sandra Olsen (2) Christian Camradt (4) KB                                       |
| 1997 | Jonathan Printzlau (1) KB                    | Eva Dyrberg (1) Hørsholm/Rungsted TK            | Thomas Gaarde Andersen (2) KB Jens Anker Andersen (2) Skovbakken           | Anja Kostecki (1) Sandra Olsen (1) B.93                                            | Karin Ptaszek (3) HIK Christian Camradt (5) KB                                  |
| 1998 | Thomas Gaarde Andersen (3) KB                | Eva Dyrberg (2) KB                              | Christian Camradt (2) Jonathan Printzlau (1) KB                            | Maiken W. Pape (1) Charlotte Aagaard (1) Lyngby TK                                 | Karin Ptaszek (4) Lyngby TK Christian Camradt (6) KB                            |
| 1999 | Bob Borella (1) Hørsholm/Rungsted TK         | Charlotte Aagaard (1) Farum TK                  | Michael Andersen (1) John Larsen (3) Lyngby TK                             | Rikke Faurfelt (1) Karina I. Jacobsgaard (2) KB                                    | Karin Ptaszek (5) Lyngby TK Christian Camradt (7) KB                            |
| 2000 | Bob Borella (2) Hørsholm/Rungsted TK         | Anne Munch Larsen (1) AB                        | Kasper Warming (1) B.93 Bob Borella (1) Hørsholm/Rungsted TK               | Maiken W. Pape (2) B.93 Charlotte Aagaard (2) Farum TK                             | Maiken W. Pape (2) Kasper Warming (1) B.93                                      |
| 2001 | Jonathan Printzlau (2) KB                    | Karina I. Jacobsgaard (1) KB                    | Thomas Gaarde Andersen (3) Jonathan Printzlau (2) KB                       | Marie-Louise Frølich-Hansen (1) Skovbakken Mette Iversen (1) Aarhus 1900           | Maiken W. Pape (3) Kaper Warming (2) B.93                                       |
| 2002 | Jonathan Printzlau (3) KB                    | Mette Iversen (1) Aarhus 1900                   | Ole Jensen (1) Hørsholm/Rungsted TK Jonathan Printzlau (3) KB              | Line Elvstrøm Ekner (1) Rikke Faurfelt (2) KB                                      | Marie-Louise Frølich-Hansen (1) Aarhus 1900 Ole Jensen (1) Hørsholm/Rungsted TK |
| 2003 | Frederik Fetterlein (3) Hørsholm/Rungsted TK | Mette Iversen (2) Aarhus 1900                   | Ole Jensen (2) Casper Dons (1) Hørsholm/Rungsted TK                        | Mette Iversen (2) Aarhus 1900 Marie-Louise Frølich-Hansen (2) Hørsholm/Rungsted TK | Line Elvstrøm Ekner (1) KB Frederik Løchte Nielsen (1) Lyngby TK                |
| 2004 | Mik Ledvonova (1) KB                         | Caroline Wozniacki (1) Farum TK                 | Frederik Løchte Nielsen (1) Lyngby TK Rasmus Nørby (1) Farum TK            | Mette Iversen (3) Aarhus 1900 Marie-Louise Frølich-Hansen (2) Hørsholm/Rungsted TK | Marie-Louise Frølich-Hansen (2) Ole Jensen (2) Hørsholm/Rungsted TK             |
| 2005 | Frederik Løchte Nielsen (1) Lyngby TK        | Karina I. Jacobsgaard (2) KB                    | Frederik Løchte Nielsen (2) Rasmus Nørby (2) Lyngby TK                     | Hanne Skak Jensen (1) Line Elvstrøm Ekner (2) KB                                   | Karina I. Jacobsgaard (1) KB Frederik Løchte Nielsen (2) Lyngby TK              |
| 2006 | Frederik Løchte Nielsen (2) Lyngby TK        | Karina I. Jacobsgaard (3) KB                    | Frederik Løchte Nielsen (3) Rasmus Nørby (3) Lyngby TK                     | Hanne Skak Jensen (2) Karina I. Jacobsgaard (3) KB                                 | Karina I. Jacobsgaard (2) Martin Pedersen (1) KB                                |
| 2007 | Frederik Løchte Nielsen (3) Lyngby TK        | Karina I. Jacobsgaard (4) KB                    | Frederik Løchte Nielsen (4) Rasmus Nørby (4) Lyngby TK                     | Hanne Skak Jensen (3) Karina I. Jacobsgaard (4) KB                                 | Karina I. Jacobsgaard (3) Joakim Bay Simonsen (1) KB                            |
| 2008 | Martin Pedersen (1) KB                       | Hanne Skak Jensen (1) KB                        | Martin Pedersen (1) Thomas Kromann (1) KB                                  | Hanne Skak Jensen (4) Karina I. Jacobsgaard (5) KB                                 | Karina I. Jacobsgaard (4) KB Mads Gottlieb (1) Gentofte TK                      |
| 2009 | Martin Pedersen (2) KB                       | Hanne Skak Jensen (2) KB                        | Martin Pedersen (2) Thomas Kromann (2) KB                                  | Hanne Skak Jensen (5) Karina I. Jacobsgaard (6) KB                                 | Mai Grage (1) Lyngby TK Martin Pedersen (2) KB                                  |
| 2010 | Martin Pedersen (3) KB                       | Hanne Skak Jensen (3) KB                        | Martin Pedersen (3) Thomas Kromann (3) KB                                  | Hanne Skak Jensen (6) Cecilie Lundgaard Melsted (1) KB                             | Maria Jespersen (1) Philip Ørnø (1) Helsingør TK                                |
| 2011 | Søren Wedege (1) Birkerød TK                 | Mai Grage (1) KB                                | Tore Deleuran Skjold (1) B.93 Søren Wedege (1) Birkerød TK                 | Julie Noe (1) Ulrikke Høyer (1) KB                                                 | Cecilie Lundgaard Melsted (1) KB Mads Engsted (1) Aarhus 1900                   |
| 2012 | Søren Hess-Olesen (1) Aarhus 1900            | Mai Grage (2) KB                                | Jacob Melskens (1) KB Christoffer Køningsfeldt (1) Hørsholm/Rungsted TK    | Maria Jespersen (1) Helsingør TK Malou Ejdesgaard (1) KB                           | Maria Jespersen (2) Philip Ørnø (2) Helsingør TK                                |
| 2013 | Mikael Torpegaard (1) Lyngby TK              | Mai Grage (3) KB                                | Simon Friis Søndergaard (1) Thomas Kromann (4) KB                          | Malou Ejdesgaard (2) Mai Grage (1) KB                                              | Maria Jespersen (3) Philip Ørnø (3) Helsingør TK                                |
| 2014 | Tobias Galskov (1) Lyngby TK                 | Mai Grage (4) KB                                | Thomas Kromann (5) HIK Martin Pedersen (4) KB                              | Anna Signe Rasmussen (1) Birkerød TK Cecilie Lundgaard Melsted (2) HIK             | Mai Grage (2) Marc Ferrigno (1) KB                                              |
| 2015 | Martin Pedersen (4) KB                       | Mai Grage (5) KB                                | Thomas Kromann (6) HIK Martin Pedersen (5) KB                              | Karina I. Jacobsgaard (7) Mai Grage (2) KB                                         | Philip Ørnø (4) Maria Jespersen (4) Gentofte TK                                 |
| 2016 | Christian Sigsgaard (1) Gentofte TK          | Clara Tauson (1) HIK                            | Johannes Ingildsen (1) KB Christian Sigsgaard (1) Gentofte TK              | Hannah Viller Møller (1) Emilie Vesten Håkansson (1) HIK                           | Philip Ørnø (5) Emilie Francati (1) Gentofte TK                                 |
| 2017 | Benjamin Hannestad (1) KB                    | Hannah Viller Møller (1) HIK                    | Benjamin Hannestad (1) KB Christian Sigsgaard (2) Gentofte TK              | Hannah Viller Møller (2) Emilie Vesten Håkansson (2) HIK                           | Maria Jespersen (5) Christian Sigsgaard (1) Gentofte TK                         |
| 2018 | August Holmgren (1) Gentofte TK              | Emilie Francati (1) Gentofte TK                 | Nicolai Ferrigno (1) Simon Friis Søndergaard (2) KB                        | Emilie Francati (1) Helena Francati (1) Gentofte TK                                | Emilie Francati (2) Philip Ørnø (6) Gentofte TK                                 |
| 2019 | Christian Sigsgaard (2) Gentofte TK          | Hannah Viller Møller (2) HIK                    | Andreas Boers (1) Gentofte TK Philip Ørnø (1) Gentofte TK                  | Simone Alipieva (1) KB Emilie Vesten Håkansson (3) HIK                             | Maria Jespersen (6) Christian Sigsgaard (2) Gentofte TK                         |

### Statistik

#### Herresingle
| Flest titler 1904-2019 | Flest titler 1904-2019  | Flest titler 1904-2019                                     |
| Titler                 | Spiller                 | År                                                         |
| ---------------------- | ----------------------- | ---------------------------------------------------------- |
| 10                     | Vagn Ingerslev          | 1909, 1912, 1913, 1914, 1915, 1917, 1918, 1919, 1920, 1921 |
| 8                      | Kurt Nielsen            | 1949, 1950, 1951, 1953, 1954, 1957, 1959, 1960             |
| 7                      | Anker Jacobsen          | 1933, 1934, 1936, 1937, 1939, 1940, 1941                   |
| 7                      | Jan Leschly             | 1963, 1964, 1966, 1967, 1968, 1969, 1970                   |
| 6                      | Peter Bastiansen        | 1980, 1981, 1983, 1984, 1985, 1989                         |
| 5                      | Einer Ulrich            | 1928, 1929, 1931, 1932, 1935                               |
| 4                      | Erik Larsen             | 1905, 1906, 1907, 1908                                     |
| 4                      | Jørgen Ulrich           | 1955, 1958, 1961, 1962                                     |
| 4                      | Torben Ulrich           | 1948, 1952, 1956, 1965                                     |
| 4                      | Tom Christensen         | 1972, 1974, 1976, 1977                                     |
| 4                      | Lars Elvstrøm           | 1973, 1975, 1979, 1982                                     |
| 4                      | Michael Tauson          | 1986, 1987, 1988, 1991                                     |
| 4                      | Martin Pedersen         | 2008, 2009, 2010, 2015                                     |
| 3                      | Erik Worm               | 1922, 1923, 1924                                           |
| 3                      | Axel Petersen           | 1925, 1926, 1927                                           |
| 3                      | Henning Wiig            | 1943, 1944, 1946                                           |
| 3                      | Thomas Gaarde Andersen  | 1995, 1996, 1998                                           |
| 3                      | Jonathan Printzlau      | 1997, 2001, 2002                                           |
| 3                      | Frederik Fetterlein     | 1992, 1993, 2003                                           |
| 3                      | Frederik Løchte Nielsen | 2005, 2006, 2007                                           |

| Flest titler i træk 1904-2019 | Flest titler i træk 1904-2019 | Flest titler i træk 1904-2019 |
| Titler                        | Spiller                       | Periode                       |
| ----------------------------- | ----------------------------- | ----------------------------- |
| 5                             | Vagn Ingerslev                | 1917-21                       |
| 5                             | Jan Leschly                   | 1966-70                       |
| 4                             | Erik Larsen                   | 1905-08                       |
| 4                             | Vagn Ingerslev                | 1912-15                       |
| 3                             | Erik Worm                     | 1922-24                       |
| 3                             | Axel Petersen                 | 1925-27                       |
| 3                             | Anker Jacobsen                | 1939-41                       |
| 3                             | Kurt Nielsen                  | 1949-51                       |
| 3                             | Peter Bastiansen              | 1983-85                       |
| 3                             | Michael Tauson                | 1986-88                       |
| 3                             | Frederik Løchte Nielsen       | 2005-07                       |
| 3                             | Martin Pedersen               | 2008-10                       |

| Titler fordelt efter klub 1904-2019 | Titler fordelt efter klub 1904-2019 | Titler fordelt efter klub 1904-2019 |
| Titler                              | Klub                                |                                     |
| ----------------------------------- | ----------------------------------- | ----------------------------------- |
| 68                                  | KB Tennis (KB)                      |                                     |
| 22                                  | Hellerup Idræts Klub (HIK)          |                                     |
| 8                                   | Lyngby Tennis Klub                  |                                     |
| 6                                   | Boldklubben af 1893 (B.93)          |                                     |
| 4                                   | Hørsholm/Rungsted Tennisklub        |                                     |
| 3                                   | Gentofte Tennis Klub                |                                     |
| 1                                   | Akademisk Boldklub (AB)             |                                     |
| 1                                   | Birkerød Tennisklub                 |                                     |
| 1                                   | Kløvermarkens Tennis Klub           |                                     |
| 1                                   | Vallensbæk Tennisklub               |                                     |
| 1                                   | Aarhus 1900                         |                                     |

#### Damesingle
| Flest titler 1906-2019 | Flest titler 1906-2019   | Flest titler 1906-2019                                                 |
| Titler                 | Spiller                  | År                                                                     |
| ---------------------- | ------------------------ | ---------------------------------------------------------------------- |
| 12                     | Else Støckel             | 1929, 1930, 1931, 1932, 1933, 1935, 1936, 1941, 1943, 1946, 1949, 1950 |
| 7                      | Vera Johansen            | 1945, 1947, 1948, 1954, 1957, 1958, 1959                               |
| 6                      | Hilde Sperling           | 1937, 1938, 1939, 1940, 1942, 1944                                     |
| 6                      | Pia Balling              | 1960, 1961, 1962, 1963, 1966, 1968                                     |
| 6                      | Tine Scheuer-Larsen      | 1981, 1982, 1983, 1986, 1987, 1993                                     |
| 5                      | Sofie Castenschiold      | 1906, 1907, 1908, 1909, 1910                                           |
| 5                      | Mai Grage                | 2011, 2012, 2013, 2014, 2015                                           |
| 4                      | Alice Krayenbühl         | 1915, 1917, 1918, 1919                                                 |
| 4                      | Karin Ptaszek            | 1990, 1991, 1992, 1995                                                 |
| 4                      | Karina I. Jacobsgaard    | 2001, 2005, 2006, 2007                                                 |
| 3                      | Inger Hammer             | 1912, 1913, 1914                                                       |
| 3                      | Elsebeth Brehm           | 1923, 1924, 1925                                                       |
| 3                      | Lisa Gram Andersen       | 1951, 1953, 1955                                                       |
| 3                      | Mari-Ann Bloch-Jørgensen | 1965, 1969, 1971                                                       |
| 3                      | Gitte Ejlerskov          | 1964, 1967, 1972                                                       |
| 3                      | Dorte Ekner              | 1977, 1978, 1979                                                       |
| 3                      | Anne-Mette Sørensen      | 1973, 1974, 1980                                                       |
| 3                      | Hanne Skak Jensen        | 2008, 2009, 2010                                                       |

| Flest titler i træk 1906-2019 | Flest titler i træk 1906-2019 | Flest titler i træk 1906-2019 |
| Titler                        | Spiller                       | Periode                       |
| ----------------------------- | ----------------------------- | ----------------------------- |
| 5                             | Sofie Castenschiold           | 1906-10                       |
| 5                             | Else Støckel                  | 1929-33                       |
| 5                             | Mai Grage                     | 2011-15                       |
| 4                             | Hilde Sperling                | 1937-40                       |
| 4                             | Pia Balling                   | 1960-63                       |
| 3                             | Inger Hammer                  | 1912-14                       |
| 3                             | Alice Krayenbühl              | 1917-19                       |
| 3                             | Elsebeth Brehm                | 1923-25                       |
| 3                             | Vera Johansen                 | 1957-59                       |
| 3                             | Dorte Ekner                   | 1977-79                       |
| 3                             | Tine Scheuer-Larsen           | 1981-83                       |
| 3                             | Karin Ptaszek                 | 1990-92                       |
| 3                             | Karina I. Jacobsgaard         | 2005-07                       |
| 3                             | Hanne Skak Jensen             | 2008-10                       |

| Titler fordelt efter klub 1906-2018 | Titler fordelt efter klub 1906-2018 | Titler fordelt efter klub 1906-2018 |
| Titler                              | Klub                                |                                     |
| ----------------------------------- | ----------------------------------- | ----------------------------------- |
| 46                                  | KB Tennis (KB)                      |                                     |
| 35                                  | Hellerup Idræts Klub (HIK)          |                                     |
| 12                                  | Boldklubben af 1893 (B.93)          |                                     |
| 5                                   | Hørsholm/Rungsted Tennisklub        |                                     |
| 3                                   | Lyngby Tennis Klub                  |                                     |
| 2                                   | Akademisk Boldklub (AB)             |                                     |
| 2                                   | Farum Tennisklub                    |                                     |
| 2                                   | Aarhus 1900                         |                                     |
| 1                                   | Hareskov-Værløse Tennisklub         |                                     |
| 1                                   | Gentofte Tennis Klub                |                                     |
| 1                                   | Svendborg Tennis Klub               |                                     |

#### Herredouble
| Flest titler 1907-2019 | Flest titler 1907-2019   | Flest titler 1907-2019                                           |
| Titler                 | Spiller                  | År                                                               |
| ---------------------- | ------------------------ | ---------------------------------------------------------------- |
| 11                     | Einer Ulrich             | 1923, 1924, 1925, 1926, 1927, 1930, 1932, 1934, 1935, 1945, 1946 |
| 9                      | Jørgen Ulrich            | 1954, 1955, 1957, 1959, 1961, 1962, 1963, 1969, 1970             |
| 9                      | Jan Leschly              | 1957, 1960, 1961, 1962, 1963, 1967, 1968, 1969, 1970             |
| 8                      | Kurt Nielsen             | 1949, 1950, 1951, 1953, 1956, 1958, 1959, 1960                   |
| 7                      | Anker Jacobsen           | 1936, 1937, 1938, 1939, 1940, 1941, 1949                         |
| 7                      | Torben Ulrich            | 1950, 1951, 1953, 1956, 1958, 1964, 1968                         |
| 6                      | Axel Thayssen            | 1908, 1909, 1912, 1914, 1915, 1917                               |
| 6                      | Michael Mortensen        | 1981, 1983, 1986, 1987, 1990, 1991                               |
| 6                      | Thomas Kromann           | 2008, 2009, 2010, 2013, 2014, 2015                               |
| 5                      | Povl Henriksen           | 1921, 1923, 1928, 1929, 1931                                     |
| 5                      | Henning Wiig             | 1941, 1944, 1947, 1948, 1952                                     |
| 5                      | Tom Christensen          | 1973, 1974, 1975, 1977, 1978                                     |
| 5                      | Martin Pedersen          | 2008, 2009, 2010, 2014, 2015                                     |
| 4                      | Leif Rovsing             | 1907, 1908, 1913, 1916                                           |
| 4                      | Ove Frederiksen          | 1910, 1918, 1919, 1920                                           |
| 4                      | Fritz Gleerup            | 1928, 1929, 1931, 1932                                           |
| 4                      | Helge Plougmann          | 1933, 1934, 1935, 1942                                           |
| 4                      | Michael Tauson           | 1986, 1987, 1988, 1990                                           |
| 4                      | Morten Christensen       | 1984, 1988, 1992, 1995                                           |
| 4                      | Frederik Løchte Nielsen  | 2004, 2005, 2006, 2007                                           |
| 4                      | Rasmus Nørby             | 2004, 2005, 2006, 2007                                           |
| 3                      | Hans Wedege              | 1907, 1908, 1913                                                 |
| 3                      | Poul Groes               | 1909, 1911, 1912                                                 |
| 3                      | Ernst Frigast            | 1914, 1915, 1917                                                 |
| 3                      | Vagn Ingerslev           | 1918, 1919, 1920                                                 |
| 3                      | Niels Kørner             | 1938, 1939, 1940                                                 |
| 3                      | Erik Bjerre              | 1947, 1948, 1952                                                 |
| 3                      | Carl Edvard Hedelund     | 1964, 1965, 1966                                                 |
| 3                      | Knud Erik Kundby Nielsen | 1971, 1973, 1974                                                 |
| 3                      | Finn Christensen         | 1977, 1978, 1982                                                 |
| 3                      | Peter Bastiansen         | 1981, 1983, 1984                                                 |
| 3                      | John Larsen              | 1985, 1993, 1999                                                 |
| 3                      | Frederik Fetterlein      | 1989, 1992, 1993                                                 |
| 3                      | Thomas Gaarde Andersen   | 1996, 1997, 2001                                                 |
| 3                      | Jonathan Printzlau       | 1998, 2001, 2002                                                 |

| Flest titler i træk 1907-2019 | Flest titler i træk 1907-2019 | Flest titler i træk 1907-2019 |
| Titler                        | Spiller                       | Periode                       |
| ----------------------------- | ----------------------------- | ----------------------------- |
| 6                             | Anker Jacobsen                | 1936-41                       |
| 5                             | Einer Ulrich                  | 1923-27                       |
| 4                             | Jan Leschly                   | 1960-63                       |
| 4                             | Jan Leschly                   | 1967-70                       |
| 4                             | Frederik Løchte Nielsen       | 2004-07                       |
| 4                             | Rasmus Nørby                  | 2004-07                       |
| 3                             | Ove Frederiksen               | 1918-20                       |
| 3                             | Vagn Ingerslev                | 1918-20                       |
| 3                             | Helge Plougmann               | 1933-35                       |
| 3                             | Niels Kørner                  | 1938-40                       |
| 3                             | Kurt Nielsen                  | 1949-51                       |
| 3                             | Kurt Nielsen                  | 1958-60                       |
| 3                             | Jørgen Ulrich                 | 1961-63                       |
| 3                             | Carl Edvard Hedelund          | 1964-66                       |
| 3                             | Tom Christensen               | 1973-75                       |
| 3                             | Michael Tauson                | 1986-88                       |
| 3                             | Martin Pedersen               | 2008-10                       |
| 3                             | Thomas Kromann                | 2008-10                       |
| 3                             | Thomas Kromann                | 2013-15                       |

| Titler fordelt efter klub 1907-2018 | Titler fordelt efter klub 1907-2018    | Titler fordelt efter klub 1907-2018 |
| Titler                              | Klub                                   |                                     |
| ----------------------------------- | -------------------------------------- | ----------------------------------- |
| 51                                  | KB Tennis (KB)                         |                                     |
| 20½                                 | Boldklubben af 1893 (B.93)             |                                     |
| 20                                  | Hellerup Idræts Klub (HIK)             |                                     |
| 10½                                 | Lyngby Tennis Klub                     |                                     |
| 3½                                  | Hørsholm/Rungsted Tennisklub           |                                     |
| 2                                   | Gentofte Tennis Klub                   |                                     |
| 1½                                  | Aalborg Tennisklub                     |                                     |
| 1                                   | Kløvermarkens Tennis Klub              |                                     |
| 1                                   | Aarhus Lawn Tennis Selskab             |                                     |
| ½                                   | Birkerød Tennisklub                    |                                     |
| ½                                   | Farum Tennisklub                       |                                     |
| ½                                   | Idrætsklubben Skovbakken               |                                     |
| ½                                   | Aarhus Gymnastikforening af 1880 (AGF) |                                     |

#### Damedouble
| Flest titler 1921-2019 | Flest titler 1921-2019   | Flest titler 1921-2019                                           |
| Titler                 | Spiller                  | År                                                               |
| ---------------------- | ------------------------ | ---------------------------------------------------------------- |
| 11                     | Else Støckel             | 1932, 1933, 1936, 1937, 1938, 1939, 1940, 1941, 1946, 1949, 1961 |
| 10                     | Vera Johansen            | 1943, 1945, 1947, 1950, 1954, 1955, 1956, 1957, 1958, 1959       |
| 10                     | Milly Vagn Nielsen       | 1948, 1951, 1952, 1953, 1956, 1958, 1964, 1965, 1967, 1968       |
| 9                      | Lisa Gram Andersen       | 1941, 1943, 1945, 1947, 1950, 1954, 1955, 1957, 1959             |
| 8                      | Mari-Ann Bloch-Jørgensen | 1966, 1967, 1968, 1969, 1971, 1972, 1973, 1974                   |
| 7                      | Tine Scheuer-Larsen      | 1981, 1982, 1983, 1987, 1988, 1994, 1995                         |
| 7                      | Karina I. Jacobsgaard    | 1996, 1999, 2006, 2007, 2008, 2009, 2015                         |
| 6                      | Hilde Sperling           | 1937, 1938, 1939, 1940, 1942, 1944                               |
| 6                      | Johanne Louise Gleerup   | 1934, 1935, 1936, 1942, 1944, 1946                               |
| 6                      | Hanne Skak Jensen        | 2005, 2006, 2007, 2008, 2009, 2010                               |
| 5                      | Agnete Friis             | 1948, 1951, 1952, 1953, 1960                                     |
| 5                      | Anne-Mette Sørensen      | 1974, 1975, 1976, 1981, 1982                                     |
| 5                      | Karin Ptaszek            | 1990, 1991, 1993, 1994, 1995                                     |
| 4                      | Gitte Ejlerskov          | 1969, 1970, 1972, 1973                                           |
| 4                      | Dorte Ekner              | 1977, 1978, 1979, 1980                                           |
| 4                      | Lone Vandborg            | 1984, 1986, 1987, 1988                                           |
| 4                      | Anne Møller              | 1983, 1984, 1985, 1992                                           |
| 3                      | Pia Balling              | 1962, 1963, 1966,                                                |
| 3                      | Helle Sparre Viragh      | 1975, 1976, 1977                                                 |
| 3                      | Birgitte Hermansen       | 1978, 1979, 1980                                                 |
| 3                      | Mette Iversen            | 2001, 2003, 2004                                                 |
| 3                      | Emilie Vesten Håkansson  | 2016, 2017, 2019                                                 |

| Flest titler i træk 1921-2019 | Flest titler i træk 1921-2019 | Flest titler i træk 1921-2019 |
| Titler                        | Spiller                       | Periode                       |
| ----------------------------- | ----------------------------- | ----------------------------- |
| 6                             | Else Støckel                  | 1936-41                       |
| 6                             | Vera Johansen                 | 1954-59                       |
| 6                             | Hanne Skak Jensen             | 2005-10                       |
| 4                             | Hilde Sperling                | 1937-40                       |
| 4                             | Mari-Ann Bloch-Jørgensen      | 1966-69                       |
| 4                             | Mari-Ann Bloch-Jørgensen      | 1971-74                       |
| 4                             | Dorte Ekner                   | 1977-80                       |
| 4                             | Karina I. Jacobsgaard         | 2006-09                       |
| 3                             | Johanne Louise Gleerup        | 1934-36                       |
| 3                             | Agnete Friis                  | 1951-53                       |
| 3                             | Milly Vagn Nielsen            | 1951-53                       |
| 3                             | Anne-Mette Sørensen           | 1974-76                       |
| 3                             | Helle Sparre Viragh           | 1975-77                       |
| 3                             | Birgitte Hermansen            | 1978-80                       |
| 3                             | Tine Scheuer-Larsen           | 1981-83                       |
| 3                             | Anne Møller                   | 1983-85                       |
| 3                             | Lone Vandborg                 | 1986-88                       |
| 3                             | Karin Ptaszek                 | 1993-95                       |

| Titler fordelt efter klub 1921-2019 | Titler fordelt efter klub 1921-2019 | Titler fordelt efter klub 1921-2019 |
| Titler                              | Klub                                |                                     |
| ----------------------------------- | ----------------------------------- | ----------------------------------- |
| 34                                  | Hellerup Idræts Klub (HIK)          |                                     |
| 29                                  | KB Tennis (KB)                      |                                     |
| 8                                   | Boldklubben af 1893 (B.93)          |                                     |
| 6½                                  | Lyngby Tennis Klub                  |                                     |
| 5                                   | Hørsholm/Rungsted Tennisklub        |                                     |
| 2½                                  | Odense Boldklub (OB)                |                                     |
| 1½                                  | Aarhus 1900                         |                                     |
| 1                                   | Akademisk Boldklub (AB)             |                                     |
| 1                                   | Gentofte Tennis Klub                |                                     |
| ½                                   | Svendborg Tennis Klub               |                                     |
| ½                                   | Lemvig Lawn Tennis Klub             |                                     |
| ½                                   | Hareskov-Værløse Tennisklub         |                                     |
| ½                                   | Farum Tennisklub                    |                                     |
| ½                                   | Idrætsklubben Skovbakken            |                                     |
| ½                                   | Helsingør Tennis Klub               |                                     |
| ½                                   | Birkerød Tennisklub                 |                                     |

#### Mixed double
| Flest titler 1921-2019 | Flest titler 1921-2019 | Flest titler 1921-2019                               |
| Titler                 | Spiller                | År                                                   |
| ---------------------- | ---------------------- | ---------------------------------------------------- |
| 9                      | Kurt Nielsen           | 1948, 1950, 1951, 1954, 1956, 1957, 1958, 1959, 1960 |
| 7                      | Anker Jacobsen         | 1937, 1938, 1939, 1940, 1941, 1942, 1947             |
| 7                      | Vera Johansen          | 1948, 1950, 1951, 1954, 1956, 1957, 1958             |
| 7                      | Christian Camradt      | 1991, 1992, 1994, 1996, 1997, 1998, 1999             |
| 6                      | Jan Leschly            | 1962, 1964, 1966, 1967, 1968, 1969                   |
| 6                      | Lise Kaae Sørensen     | 1959, 1960, 1962, 1964, 1966, 1969                   |
| 6                      | Philip Ørnø            | 2010, 2012, 2013, 2015, 2016, 2018                   |
| 6                      | Maria Jespersen        | 2010, 2012, 2013, 2015, 2017, 2019                   |
| 5                      | Einer Ulrich           | 1926, 1928, 1929, 1930, 1931                         |
| 5                      | Else Støckel           | 1929, 1930, 1932, 1933, 1936                         |
| 5                      | Hilde Sperling         | 1937, 1938, 1939, 1940, 1942                         |
| 5                      | Dorte Ekner            | 1972, 1973, 1974, 1979, 1980                         |
| 5                      | Lars Elvstrøm          | 1972, 1973, 1974, 1979, 1985                         |
| 5                      | Tine Scheuer-Larsen    | 1981, 1983, 1986, 1987, 1988                         |
| 5                      | Karin Ptaszek          | 1991, 1992, 1997, 1998, 1999                         |
| 4                      | Lisa Gram Andersen     | 1943, 1944, 1945, 1949                               |
| 4                      | Karina I. Jacobsgaard  | 2005, 2006, 2007, 2008                               |
| 3                      | Elsebeth Brehm         | 1922, 1923, 1924                                     |
| 3                      | Erik Worm              | 1922, 1923, 1924                                     |
| 3                      | Else Dam               | 1925, 1934, 1935                                     |
| 3                      | Jannik Ipsen           | 1943, 1945, 1949                                     |
| 3                      | Agnete Friis           | 1948, 1952, 1953                                     |
| 3                      | Anne-Mette Sørensen    | 1975, 1978, 1982                                     |
| 3                      | Michael Mortensen      | 1986, 1987, 1988                                     |
| 3                      | Maiken W. Pape         | 1995, 2000, 2001                                     |

| Flest titler i træk 1921-2019 | Flest titler i træk 1921-2019 | Flest titler i træk 1921-2019 |
| Titler                        | Spiller                       | Periode                       |
| ----------------------------- | ----------------------------- | ----------------------------- |
| 6                             | Anker Jacobsen                | 1937-42                       |
| 5                             | Kurt Nielsen                  | 1956-60                       |
| 4                             | Einer Ulrich                  | 1928-31                       |
| 4                             | Hilde Sperling                | 1937-40                       |
| 4                             | Jan Leschly                   | 1966-69                       |
| 4                             | Christian Camradt             | 1996-99                       |
| 4                             | Karina I. Jacobsgaard         | 2005-08                       |
| 3                             | Elsebeth Brehm                | 1922-24                       |
| 3                             | Erik Worm                     | 1922-24                       |
| 3                             | Lisa Gram Andersen            | 1943-45                       |
| 3                             | Vera Johansen                 | 1956-58                       |
| 3                             | Dorte Ekner                   | 1972-74                       |
| 3                             | Lars Elvstrøm                 | 1972-74                       |
| 3                             | Tine Scheuer-Larsen           | 1986-88                       |
| 3                             | Michael Mortensen             | 1986-88                       |
| 3                             | Karin Ptaszek                 | 1997-99                       |

| Titler fordelt efter klub 1921-2019 | Titler fordelt efter klub 1921-2019 | Titler fordelt efter klub 1921-2019 |
| Titler                              | Klub                                |                                     |
| ----------------------------------- | ----------------------------------- | ----------------------------------- |
| 41                                  | KB Tennis (KB)                      |                                     |
| 20½                                 | Hellerup Idrætsklub (HIK)           |                                     |
| 12½                                 | Boldklubben af 1893 (B.93)          |                                     |
| 6                                   | Gentofte Tennis Klub                |                                     |
| 5½                                  | Hørsholm/Rungsted Tennisklub        |                                     |
| 5½                                  | Lyngby Tennis Klub                  |                                     |
| 3                                   | Helsingør Tennis Klub               |                                     |
| 3                                   | Aarhus 1900                         |                                     |
| 1                                   | Odense Boldklub (OB)                |                                     |
| ½                                   | Akademisk Boldklub (AB)             |                                     |

## Indendørs-DM

### Officielle mestre
| År   | Herresingle                            | Damesingle                                           | Herredouble                                                              | Damedouble                                                                 | Mixed double                                                        |
| ---- | -------------------------------------- | ---------------------------------------------------- | ------------------------------------------------------------------------ | -------------------------------------------------------------------------- | ------------------------------------------------------------------- |
| 1914 | Friedrich Wilhelm Rahe (1) Tyskland    | Magdalene Rieck (1) Tyskland                         | Friedrich Wilhelm Rahe (1) Curt Bergmann (1) Tyskland                    |                                                                            |                                                                     |
| 1915 | Ove Frederiksen (1) KB                 |                                                      | Aage Madsen (1) Harald Waagepetersen (1) B.93                            |                                                                            |                                                                     |
| 1916 | Erik Tegner (1) B.93                   | Alice Krayenbühl (1) KB                              | Erik Tegner (1) B.93 Leif Rovsing (1) KB                                 |                                                                            |                                                                     |
| 1917 | Vagn Ingerslev (1) KB                  | Astrid Sandby (1) KB                                 | Erik Tegner (2) B.93 Vagn Ingerslev (1) KB                               |                                                                            |                                                                     |
| 1918 | Vagn Ingerslev (2) KB                  | Alice Krayenbühl (2) KB                              | Aage Madsen (1) Harald Waagepetersen (2) B.93                            |                                                                            |                                                                     |
| 1919 | Vagn Ingerslev (3) KB                  | Sigrid Fick (1) · Sverige                            | Aage Madsen (2) Harald Waagepetersen (3) B.93                            |                                                                            |                                                                     |
| 1920 | Vagn Ingerslev (4) KB                  | Alice Krayenbühl (3) KB                              | Ove Frederiksen (1) Vagn Ingerslev (2) KB                                |                                                                            |                                                                     |
| 1921 | Vagn Ingerslev (5) KB                  | Elsebeth Brehm (1) KB                                | Boris Schildt (1) · Runar Granholm (1) · Finland                         | Vera Forum (1) Jutta Steenberg (1) HIK                                     | Agnete Goldschmidt (1) · B.93 · Charles Wennergren (1) · Sverige    |
| 1922 | Oscar Kreuzer (1) · Tyskland           | Margrethe Kähler (1) B.93                            | Boris Schildt (2) · Carl-Victor Sandelin (1) · Finland                   | Margrethe Kähler (1) B.93 Tove Morville (1) KB                             | Marianne Sandelin (1) · Carl-Victor Sandelin (1) · Finland          |
| 1923 | Axel Petersen (1) B.93                 | Elsebeth Brehm (2) KB                                | Povl Henriksen (1) B.93 Einer Ulrich (1) KB                              | Intet mesterskab                                                           | Ebba Meyer (1) B.93 Bjørn Thalbitzer (1) KB                         |
| 1924 | Axel Petersen (2) B.93                 | Elsebeth Brehm (3) KB                                | Povl Henriksen (2) B.93 Einer Ulrich (2) KB                              | Intet mesterskab                                                           | Elsebeth Brehm (1) Einer Ulrich (1) KB                              |
| 1925 | Axel Petersen (3) B.93                 | Germaine Golding (1) · Frankrig                      | Povl Henriksen (3) Arne Velschow Rasmussen (1) B.93                      | Ebba Meyer (1) · B.93 · Germaine Golding (1) · Frankrig                    | Germaine Golding (1) · Frankrig · Einar Bache (1) · KB              |
| 1926 | Axel Petersen (4) B.93                 | Ebba Meyer (1) B.93                                  | Povl Henriksen (4) Olaf Lindstrøm (1) B.93                               | Tove Morville (2) Elsebeth Brehm (1) KB                                    | Tove Morville (1) · KB · Donald Greig (1) · England                 |
| 1927 | Axel Petersen (5) Kløvermarkens TK     | Elsebeth Brehm (4) KB                                | Cyril Eames (1) · Donald Greig (1) · England                             | Elsebeth Frederiksen (1) · B.93 · Miss Hamilton (1) · England              | Elsebeth Brehm (2) Erik Tegner (1) KB                               |
| 1928 | Axel Petersen (6) B.93                 | Elsebeth Brehm (5) KB                                | René de Buzelet (1) · Max Combemale (1) · Frankrig                       | Elsebeth Brehm (2) KB Jutta Steenberg (2) HIK                              | Inger Søgaard (1) · KB · René de Buzelet (1) · Frankrig             |
| 1929 | Hans Moldenhauer (1) · Tyskland        | Irmgard Rost (1) · Tyskland                          | Ernst Asmussen (1) · B.93 · Hans Moldenhauer (1) · Tyskland              | Irmgard Rost (1) · Ilse Friedleben (1) · Tyskland                          | Irmgard Rost (1) · Hans Moldenhauer (1) · Tyskland                  |
| 1930 | Einer Ulrich (1) HIK                   | Else Støckel (1) HIK                                 | Fritz Gleerup (1) Povl Henriksen (5) B.93                                | Anni Bergh (1) · Agga Selmer Andersen (1) · Norge                          | Else Støckel (1) Einer Ulrich (2) HIK                               |
| 1931 | Henri Cochet (1) · Frankrig            | Jacqueline Gallay (1) · Frankrig                     | Fritz Gleerup (2) B.93 Povl Henriksen (6) KB                             | Simone Barbiere (1) · Jacqueline Gallay (1) · Frankrig                     | Simone Barbiere (1) · Henri Cochet (1) · Frankrig                   |
| 1932 | Einer Ulrich (2) HIK                   | Hilde Krahwinkel (1) · Tyskland                      | Fritz Gleerup (3) B.93 Povl Henriksen (7) KB                             | Hilde Krahwinkel (1) · Anna Peitz (1) · Tyskland                           | Hilde Krahwinkel (1) · Tyskland · Svend Sperling (1) · HIK          |
| 1933 | Axel Petersen (7) B.93                 | Hilde Krahwinkel (2) Tyskland                        | Axel Petersen (1) · B.93 · Johan Haanes (1) · Norge                      | Hilde Krahwinkel (2) Tyskland Inga Sperling (1) HIK                        | Hilde Krahwinkel (2) Tyskland Svend Sperling (2) HIK                |
| 1934 | Gottfried von Cramm (1) Tyskland       | Hilde Sperling (3) HIK                               | Gottfried von Cramm (1) Tyskland Einer Ulrich (3) HIK                    | Hilde Sperling (3) HIK Marlis Horn (1) Tyskland                            | Hilde Sperling (3) HIK Gottfried von Cramm (1) Tyskland             |
| 1935 | Marcel Bernard (1) · Frankrig          | Hilde Sperling (4) HIK                               | Marcel Bernard (1) · Jean Lesueur (1) · Frankrig                         | Hilde Sperling (4) HIK Marlis Horn (2) Tyskland                            | Hilde Sperling (4) · HIK · Marcel Bernard (1) · Frankrig            |
| 1936 | Anker Jacobsen (1) KB                  | Hilde Sperling (5) HIK                               | Josip Pallada (1) Franjo Kukuljević (1) Jugoslavien                      | Hilde Sperling (5) HIK Gudrun Villemoes (1) KB                             | Hilde Sperling (5) HIK Anker Jacobsen (1) KB                        |
| 1937 | Anker Jacobsen (2) KB                  | Hilde Sperling (6) KB                                | Charles Edgar Hare (1) · Frank Herbert David Wilde (1) · England         | Hilde Sperling (6) KB Else Hollis (1) HIK                                  | Mary Hardwick (1) · Charles Edgar Hare (1) · England                |
| 1938 | Ib Gerdes (1) B.93                     | Hilde Sperling (7) KB                                | Einer Ulrich (4) HIK Niels Kørner (1) KB                                 | Hilde Sperling (7) KB Else Hollis (2) HIK                                  | Hilde Sperling (6) Anker Jacobsen (2) KB                            |
| 1939 | Anker Jacobsen (3) KB                  | Hilde Sperling (8) KB                                | Anker Jacobsen (1) KB Niels Kørner (2) KB                                | Hilde Sperling (8) KB Else Hollis (3) HIK                                  | Hilde Sperling (7) Anker Jacobsen (3) KB                            |
| 1940 | Anker Jacobsen (4) KB                  | Hilde Sperling (9) KB                                | Helge Plougmann (1) · HIK · Kalle Schröder (1) · Sverige                 | Hilde Sperling (9) KB Else Hollis (4) HIK                                  | Hilde Sperling (8) Anker Jacobsen (4) KB                            |
| 1941 | Kurt Gies (1) Tyskland                 | Hilde Sperling (10) KB                               | Kurt Gies (1) Rolf Göpfert (1) Tyskland                                  | Hilde Sperling (10) KB Else Prochownik (5) HIK                             | Thilde Dietz Hansel (1) Rolf Göpfert (1) Tyskland                   |
| 1942 | Josip Pallada (1) Jugoslavien          | Hilde Sperling (11) KB                               | Josip Pallada (1) Dragutin Mitić (1) Jugoslavien                         | Hilde Sperling (11) KB Else Prochownik (6) HIK                             | Hilde Sperling (9) Anker Jacobsen (5) KB                            |
| 1943 | Anker Jacobsen (5) KB                  | Lisa Gram Andersen (1) HIK                           | Nils Rohlsson (1) · Sverige · Anker Jacobsen (2) · KB                    | Johanne Louise Gleerup (1) KB Else Prochownik (7) HIK                      | Barbara Plougmann (1) Per Thielsen (1) HIK                          |
| 1944 | Jannik Ipsen (1) HIK                   | Hilde Sperling (12) KB                               | Jannik Ipsen (1) Per Thielsen (1) HIK                                    | Hilde Sperling (12) Johanne Louise Gleerup (2) KB                          | Hilde Sperling (10) Anker Jacobsen (6) KB                           |
| 1945 | Henning Wiig (1) B.93                  | Vera Nielsen (1) KB                                  | Jannik Ipsen (2) Per Thielsen (2) HIK                                    | Lisa Gram Andersen (1) HIK Vera Nielsen (1) KB                             | Lisa Gram Andersen (1) Jannik Ipsen (1) HIK                         |
| 1946 | Arne Velschow Rasmussen (1) HIK        | Vera Nielsen (2) KB                                  | Jannik Ipsen (3) Per Thielsen (3) HIK                                    | Vera Nielsen (2) KB Milly Vagn Nielsen (1) B.93                            | Vera Nielsen (1) Helge Johansen (1) KB                              |
| 1947 | Kurt Nielsen (1) KB                    | Vera Nielsen (3) KB                                  | Arne Velschow Rasmussen (2) Einer Ulrich (5) HIK                         | Vera Nielsen (3) KB Lisa Gram Andersen (2) HIK                             | Agnete Friis (1) HIK Anker Jacobsen (7) KB                          |
| 1948 | Kurt Nielsen (2) KB                    | Vera Nielsen (4) KB                                  | Kurt Nielsen (1) KB Torben Ulrich (1) HIK                                | Vera Nielsen (4) KB Lisa Gram Andersen (3) HIK                             | Vera Nielsen (2) Kurt Nielsen (1) KB                                |
| 1949 | Kurt Nielsen (3) KB                    | Lisa Gram Andersen (2) HIK                           | Kurt Nielsen (2) Anker Jacobsen (3) KB                                   | Eva Munthe Fog (1) Lise Unmack (1) KB                                      | Eva Munthe Fog (1) Kurt Nielsen (2) KB                              |
| 1950 | Per Thielsen (1) HIK                   | Lisa Gram Andersen (3) HIK                           | Henning Wiig (1) B.93 Erik Bjerre (1) KB                                 | Agnete Friis (1) Milly Vagn Nielsen (2) HIK                                | Lisa Gram Andersen (2) Jannik Ipsen (2) HIK                         |
| 1951 | Kurt Nielsen (4) KB                    | Milly Vagn Nielsen (1) HIK                           | Kurt Nielsen (3) KB Torben Ulrich (2) HIK                                | Lisa Gram Andersen (4) HIK Eva Munthe Fog (2) KB                           | Lisa Gram Andersen (3) HIK Kurt Nielsen (3) KB                      |
| 1952 | Kurt Nielsen (5) KB                    | Lisa Gram Andersen (4) HIK                           | Kurt Nielsen (4) KB Torben Ulrich (3) HIK                                | Vera Johansen (5) KB Lisa Gram Andersen (5) HIK                            | Vera Johansen (3) Kurt Nielsen (4) KB                               |
| 1953 | Kurt Nielsen (6) KB                    | Lisa Gram Andersen (5) HIK                           | Kurt Nielsen (5) KB Torben Ulrich (4) HIK                                | Lisa Gram Andersen (6) HIK Vera Johansen (6) KB                            | Lisa Gram Andersen (4) Torben Ulrich (1) HIK                        |
| 1954 | Torben Ulrich (1) HIK                  | Milly Vagn Nielsen (2) HIK                           | Jørgen Ulrich (1) Søren Højberg (1) HIK                                  | Lisa Gram Andersen (7) HIK Vera Johansen (7) KB                            | Lisa Gram Andersen (5) Jørgen Ulrich (1) HIK                        |
| 1955 | Kurt Nielsen (7) KB                    | Vera Johansen (5) KB                                 | Kurt Nielsen (6) KB Niels Knudsen (1) B.93                               | Vera Johansen (8) KB Lisa Gram Andersen (8) HIK                            | Vera Johansen (4) Kurt Nielsen (5) KB                               |
| 1956 | Jørgen Ulrich (1) HIK                  | Else Schmidt (2) HIK                                 | Henning Wiig (2) B.93 Erik Bjerre (2) KB                                 | Vera Johansen (9) KB Lisa Gram Andersen (9) HIK                            | Eva Munthe Fog (2) Erik Bjerre (1) KB                               |
| 1957 | Torben Ulrich (2) HIK                  | Lisa Gram Andersen (6) HIK                           | Kurt Nielsen (7) KB Torben Ulrich (5) HIK                                | Agnete Friis (2) Milly Vagn Nielsen (3) HIK                                | Eva Munthe Fog (3) Erik Bjerre (2) KB                               |
| 1958 | Kurt Nielsen (8) KB                    | Vera Johansen (6) KB                                 | Jørgen Ulrich (2) HIK Jan Leschly (1) AGF                                | Vera Johansen (10) KB Lisa Gram Andersen (10) HIK                          | Vera Johansen (5) Kurt Nielsen (6) KB                               |
| 1959 | Jørgen Ulrich (2) HIK                  | Lisa Gram Andersen (7) HIK                           | Jørgen Ulrich (3) HIK Jan Leschly (2) AGF                                | Lisa Gram Andersen (11) HIK Vera Johansen (11) KB                          | Vera Johansen (6) Kurt Nielsen (7) KB                               |
| 1960 | Jørgen Ulrich (3) HIK                  | Ulla Rise (1) HIK                                    | Jørgen Ulrich (4) HIK Kurt Nielsen (8) KB                                | Vera Johansen (12) KB Lisa Gram Andersen (12) HIK                          | Lise Kaae Sørensen (1) B.93 Kurt Nielsen (8) KB                     |
| 1961 | Jørgen Ulrich (4) HIK                  | Pia Balling (1) HIK                                  | Jørgen Ulrich (5) HIK Jan Leschly (3) Aarhus LTK                         | Lise Kaae Sørensen (1) B.93 Else Schmidt (8) HIK                           | Lise Kaae Sørensen (2) Niels Knudsen (1) B.93                       |
| 1962 | Jørgen Ulrich (5) HIK                  | Lisa Gram Andersen (8) HIK                           | Jørgen Ulrich (6) Jan Leschly (4) HIK                                    | Lisa Gram Andersen (13) HIK Vera Johansen (13) KB                          | Ulla Rise (1) Jens Christian Andersen (1) HIK                       |
| 1963 | Jan Leschly (1) HIK                    | Vera Johansen (7) KB                                 | Jørgen Ulrich (7) Jan Leschly (5) HIK                                    | Vera Johansen (14) KB Ulla Rise (1) HIK                                    | Ulla Rise (2) Jørgen Ulrich (2) HIK                                 |
| 1964 | Jørgen Ulrich (6) HIK                  | Pia Balling (2) HIK                                  | Jørgen Ulrich (8) HIK Jan Leschly (6) KB                                 | Lise Kaae Sørensen (2) Gitte Grage (1) B.93                                | Lise Kaae Sørensen (3) B.93 Jan Leschly (1) KB                      |
| 1965 | Jan Leschly (2) KB                     | Pia Balling (3) HIK                                  | Jan Leschly (7) Thorkild Larsen (1) KB                                   | Pia Balling (1) HIK Gitte Grage (2) B.93                                   | Vera Johansen (7) Jan Leschly (2) KB                                |
| 1966 | Jan Leschly (3) KB                     | Pia Balling (4) HIK                                  | Carl Edvard Hedelund (1) Thorkild Larsen (2) KB                          | Mari-Ann Bloch-Jørgensen (1) Pia Balling (2) HIK                           | Lise Kaae Evers (4) B.93 Jan Leschly (3) KB                         |
| 1967 | Jan Leschly (4) KB                     | Pia Balling (5) HIK                                  | Jan Leschly (8) KB Jørgen Ulrich (9) HIK                                 | Pia Balling (3) Dorte Ekner (1) HIK                                        | Ulla Pontoppidan (3) Jørgen Ulrich (3) HIK                          |
| 1968 | Carl Edvard Hedelund (1) KB            | Gitte Ejlerskov (1) HIK                              | Jørgen Ulrich (10) HIK Niels Knudsen (2) B.93                            | Milly Vagn Nielsen (4) Mari-Ann Bloch-Jørgensen (2) HIK                    | Gitte Ejlerskov (1) HIK Arne Lund (1) B.93                          |
| 1969 | Jan Leschly (5) KB                     | Mari-Ann Bloch-Jørgensen (1) HIK                     | Carl Edvard Hedelund (2) Jan Leschly (9) KB                              | Mari-Ann Bloch-Jørgensen (3) Milly Vagn Nielsen (5) HIK                    | Vera Johansen (8) Tom Christensen (1) KB                            |
| 1970 | Henrik Nørkær (1) KB                   | Gitte Ejlerskov (2) HIK                              | Henrik Nørkær (1) Tom Christensen (1) KB                                 | Mari-Ann Bloch-Jørgensen (4) Dorte Ekner (2) HIK                           | Lotte Sølbeck (1) Henrik Nørkær (1) KB                              |
| 1971 | Jørgen Ulrich (7) HIK                  | Gitte Ejlerskov (3) HIK                              | Jørgen Ulrich (11) Lars Elvstrøm (1) HIK                                 | Mari-Ann Bloch-Jørgensen (5) Lyngby TK Gitte Ejlerskov (3) HIK             | Mari-Ann Bloch-Jørgensen (1) Knud Erik Kundby Nielsen (1) Lyngby TK |
| 1972 | Jørgen Ulrich (8) HIK                  | Lotte Sølbeck (1) KB                                 | Erik Kornbeck (1) Knud Erik Kundby Nielsen (1) Lyngby TK                 | Mari-Ann Klougart (6) Lyngby TK Gitte Ejlerskov (4) HIK                    | Helle Sparre (1) Carl Edvard Hedelund (1) KB                        |
| 1973 | Knud Erik Kundby Nielsen (1) Lyngby TK | Anne-Mette Sørensen (1) B.93                         | Knud Erik Kundby Nielsen (2) Lyngby TK Tom Christensen (2) KB            | Gitte Ejlerskov (5) HIK Mari-Ann Klougart (7) Lyngby TK                    | Anne-Mette Sørensen (1) Niels Knudsen (2) B.93                      |
| 1974 | Tom Christensen (1) KB                 | Anne-Mette Sørensen (2) OB                           | Tom Christensen (3) KB Knud Erik Kundby Nielsen (3) Lyngby TK            | Anne-Mette Sørensen (1) OB Mari-Ann Klougart (8) Lyngby TK                 | Anne-Mette Sørensen (2) OB Tom Christensen (2) KB                   |
| 1975 | Lars Elvstrøm (1) HIK                  | Mari-Ann Klougart (2) Lyngby TK                      | Tom Christensen (4) KB Lars Elvstrøm (2) HIK                             | Anne-Mette Sørensen (2) OB Anne Grete Qvist (1) KB                         | Anne-Mette Sørensen (3) OB Tom Christensen (3) KB                   |
| 1976 | Lars Elvstrøm (2) HIK                  | Anne-Mette Sørensen (3) OB                           | Lars Elvstrøm (3) Carsten Gregers Kjeldsen (1) HIK                       | Dorte Ekner (3) HIK Mari-Ann Klougart (9) Lyngby TK                        | Anne-Mette Sørensen (4) OB Ole Monberg (1) Hørsholm/Rungsted TK     |
| 1977 | Lars Elvstrøm (3) HIK                  | Anne-Mette Sørensen (4) OB                           | Tom Christensen (5) Finn Christensen (1) KB                              | Dorte Ekner (4) HIK Mari-Ann Klougart (10) Lyngby TK                       | Dorte Ekner (1) Lars Elvstrøm (1) HIK                               |
| 1978 | Lars Elvstrøm (4) HIK                  | Dorte Ekner (1) HIK                                  | Tom Christensen (6) Finn Christensen (2) KB                              | Dorte Ekner (5) Birgitte Hermansen (1) HIK                                 | Dorte Ekner (2) Lars Elvstrøm (2) HIK                               |
| 1979 | Tom Christensen (2) KB                 | Dorte Ekner (2) HIK                                  | Lars Elvstrøm (4) HIK Carl Edvard Hedelund (3) Aarhus 1900               | Dorte Ekner (6) Birgitte Hermansen (2) HIK                                 | Dorte Ekner (3) Lars Elvstrøm (3) HIK                               |
| 1980 | Finn Christensen (1) KB                | Dorte Ekner (3) HIK                                  | Finn Christensen (3) KB Jes Bech Müller (1) Lyngby TK                    | Dorte Ekner (7) Birgitte Hermansen (3) HIK                                 | Anne-Mette Sørensen (5) Ole Monberg (2) Hørsholm/Rungsted TK        |
| 1981 | Michael Mortensen (1) KB               | Anne-Mette Sørensen (5) Hørsholm/Rungsted TK         | Finn Christensen (4) KB Jes Bech Müller (2) HIK                          | Tine Scheuer-Larsen (1) KB Anne-Mette Sørensen (3) Hørsholm/Rungsted TK    | Anne-Mette Sørensen (6) Ole Monberg (3) Hørsholm/Rungsted TK        |
| 1982 | Michael Mortensen (2) KB               | Tine Scheuer-Larsen (1) KB                           | Michael Mortensen (1) Peter Bastiansen (1) KB                            | Tine Scheuer-Larsen (2) KB Anne-Mette Sørensen (4) Hørsholm/Rungsted TK    | Tine Scheuer-Larsen (1) Peter Bastiansen (1) KB                     |
| 1983 | Lars Elvstrøm (5) HIK                  | Tine Scheuer-Larsen (2) KB                           | Finn Christensen (5) AB Jes Bech Müller (3) HIK                          | Tine Scheuer-Larsen (3) KB Therese Arildsen (1) Hørsholm/Rungsted TK       | Tine Scheuer-Larsen (2) Martin Hansen (1) KB                        |
| 1984 | Michael Mortensen (3) KB               | Tine Scheuer-Larsen (3) KB                           | Michael Mortensen (2) Peter Bastiansen (2) KB                            | Tine Scheuer-Larsen (4) KB Lone Vandborg (1) B.93                          | Tine Scheuer-Larsen (3) Peter Bastiansen (2) KB                     |
| 1985 | Morten Christensen (1) B.93            | Lone Vandborg (1) B.93                               | Morten Christensen (1) B.93 Lars Elvstrøm (5) Hørsholm/Rungsted TK       | Lone Vandborg (2) B.93 Lene Holm Larsen (1) AB                             | Lone Vandborg (1) Morten Christensen (1) B.93                       |
| 1986 | Morten Christensen (2) B.93            | Tine Scheuer-Larsen (4) KB                           | Michael Mortensen (3) Michael Tauson (1) KB                              | Lone Vandborg (3) B.93 Tine Scheuer-Larsen (5) KB                          | Tine Scheuer-Larsen (4) Michael Mortensen (1) KB                    |
| 1987 | Morten Christensen (3) B.93            | Tine Scheuer-Larsen (5) KB                           | Michael Mortensen (4) Michael Tauson (2) KB                              | Lone Vandborg (4) B.93 Tine Scheuer-Larsen (6) KB                          | Tine Scheuer-Larsen (5) Michael Mortensen (2) KB                    |
| 1988 | John Larsen (1) Lyngby TK              | Lone Vandborg (2) B.93                               | Christian Camradt (1) Jesper Witt (1) Lyngby TK                          | Anja Michailoff (1) KB Henriette Kjær-Nielsen (1) Hørsholm/Rungsted TK     | Lone Vandborg (2) Kenneth Schmidt (1) B.93                          |
| 1989 | Morten Christensen (4) B.93            | Tine Scheuer-Larsen (6) KB                           | Peter Flintsø (1) Michael Mortensen (5) KB                               | Lone Vandborg (5) B.93 Tine Scheuer-Larsen (7) KB                          | Tine Scheuer-Larsen (6) Michael Mortensen (3) KB                    |
| 1990 | Michael Tauson (1) KB                  | Merete Balling Stockmann (1) AB                      | Morten Christensen (2) B.93 Michael Tauson (3) KB                        | Lone Vandborg (6) B.93 Tine Scheuer-Larsen (8) KB                          | Tine Scheuer-Larsen (7) Michael Mortensen (4) KB                    |
| 1991 | Christian Camradt (1) Lyngby TK        | Karin Ptaszek (1) Hørsholm/Rungsted TK               | Morten Christensen (3) B.93 Frederik Fetterlein (1) Hørsholm/Rungsted TK | Karin Ptaszek (1) Henriette Kjær-Nielsen (2) Hørsholm/Rungsted TK          | Tine Scheuer-Larsen (8) Michael Mortensen (5) KB                    |
| 1992 | Kenneth Carlsen (1) KB                 | Karin Ptaszek (2) HIK                                | Morten Christensen (4) B.93 Michael Tauson (4) KB                        | Tine Scheuer-Larsen (9) KB Henriette Kjær-Nielsen (3) Hørsholm/Rungsted TK | Karin Ptaszek (1) HIK Christian Camradt (1) Lyngby TK               |
| 1993 | Thomas Sørensen (1) Vallensbæk TK      | Sofie Albinus (1) Lyngby TK                          | Morten Christensen (5) B.93 John Larsen (1) Lyngby TK                    | Tine Scheuer-Larsen (10) KB Karin Ptaszek (2) HIK                          | Lone Vandborg (3) Morten Christensen (2) B.93                       |
| 1994 | Morten Christensen (5) B.93            | Maria Rasmussen (1) Roskilde TK                      | Allan Larsen (1) Lyngby TK Christian Camradt (2) KB                      | Tine Scheuer-Larsen (11) KB Karin Ptaszek (3) HIK                          | Karin Ptaszek (2) HIK Christian Camradt (2) KB                      |
| 1995 | Intet mesterskab                       | Intet mesterskab                                     | Intet mesterskab                                                         | Intet mesterskab                                                           | Intet mesterskab                                                    |
| 1996 | Patrik Langvardt (1) B.93              | Karin Ptaszek (3) HIK                                | Nick Bendtsen (1) Lyngby TK Christian Camradt (3) KB                     | Tine Scheuer-Larsen (12) KB Karin Ptaszek (4) HIK                          | Karin Ptaszek (3) HIK Christian Camradt (3) KB                      |
| 1997 | Thomas Gaarde Andersen (1) KB          | Maria Rasmussen (2) Roskilde TK                      | Thomas Gaarde Andersen (1) Jens Anker Andersen (1) KB                    | Rikke Faurfelt (1) Karina I. Jacobsgaard (1) KB                            | Sandra Olsen (1) Christian Camradt (4) KB                           |
| 1998 | Christian Camradt (2) KB               | Eva Dyrberg (1) Hørsholm/Rungsted TK                 | Christian Camradt (4) Jonathan Printzlau (1) KB                          | Maiken W. Pape (1) Lyngby TK Charlotte Aagaard (1) Hareskov-Værløse TK     | Mixed double ikke afviklet fra 1998 og frem.                        |
| 1999 | Jonathan Printzlau (1) KB              | Eva Dyrberg (2) KB                                   | Nikolaj Hansen (1) B.93 Jan Axel Tribler (1) Hørsholm/Rungsted TK        | Eva Dyrberg (1) KB Mette Iversen (1) Aarhus 1900                           | Mixed double ikke afviklet fra 1998 og frem.                        |
| 2000 | Jonathan Printzlau (2) KB              | Charlotte Aagaard (1) Farum TK                       | Rasmus Nørby (1) Søren Spanner (1) Hjørring TK                           | Rikke Faurfelt (2) Karina I. Jacobsgaard (2) KB                            | Mixed double ikke afviklet fra 1998 og frem.                        |
| 2001 | Jonathan Printzlau (3) KB              | Karina I. Jacobsgaard (1) KB                         | Kasper Warming (1) Thomas Nowak (1) B.93                                 | Marie-Louise Frølich-Hansen (1) Skovbakken Mette Iversen (2) Aarhus 1900   | Mixed double ikke afviklet fra 1998 og frem.                        |
| 2002 | Jonathan Printzlau (4) KB              | Marie-Louise Frølich-Hansen (1) Skovbakken           | Ulrik Balling (1) Peter Mortensen (1) Vallensbæk TK                      | Marie-Louise Frølich-Hansen (2) Skovbakken Mette Iversen (3) Aarhus 1900   | Mixed double ikke afviklet fra 1998 og frem.                        |
| 2003 | Søren Spanner (1) Farum TK             | Karina I. Jacobsgaard (2) KB                         | Søren Spanner (3) Rasmus Nørby (2) Farum TK                              | Andrea M. Hermansen (1) B.93 Mette Iversen (4) Aarhus 1900                 | Mixed double ikke afviklet fra 1998 og frem.                        |
| 2004 | Morgan Thempler (1) B.93               | Marie-Louise Frølich-Hansen (2) Hørsholm/Rungsted TK | Frederik Løchte Nielsen (1) Lyngby TK Rasmus Nørby (3) Farum TK          | Line Lauridsen (1) Esbjerg TK Anne Munch Larsen (1) B.93                   | Mixed double ikke afviklet fra 1998 og frem.                        |
| 2005 | Frederik Løchte Nielsen (1) Lyngby TK  | Caroline Wozniacki (1) Lyngby TK                     | Frederik Løchte Nielsen (2) Rasmus Nørby (4) Lyngby TK                   | Rikke Faurfelt (3) KB Anne Munch Larsen (2) B.93                           | Mixed double ikke afviklet fra 1998 og frem.                        |
| 2006 | Frederik Løchte Nielsen (2) Lyngby TK  | Hanne Skak Jensen (1) KB                             | Frederik Løchte Nielsen (3) Rasmus Nørby (5) Lyngby TK                   | Hanne Skak Jensen (1) Maria Rasmussen (1) KB                               | Mixed double ikke afviklet fra 1998 og frem.                        |
| 2007 | Frederik Løchte Nielsen (3) Lyngby TK  | Hanne Skak Jensen (2) KB                             | Martin Pedersen (1) Thomas Kromann (1) KB                                | Hanne Skak Jensen (2) Malou Ejdesgaard (1) KB                              | Mixed double ikke afviklet fra 1998 og frem.                        |
| 2008 | Søren Wedege (1) Lyngby TK             | Karina I. Jacobsgaard (3) KB                         | Rasmus Møller (1) KB Christoffer Kønigsfeldt (1) Hørsholm/Rungsted TK    | Line Elvstrøm Ekner (1) Karina I. Jacobsgaard (3) KB                       | Mixed double ikke afviklet fra 1998 og frem.                        |
| 2009 | Frederik Løchte Nielsen (4) Lyngby TK  | Hanne Skak Jensen (3) KB                             | Frederik Løchte Nielsen (4) Andreas da Cunha Bang (1) Lyngby TK          | Hanne Skak Jensen (3) Karina I. Jacobsgaard (4) KB                         | Mixed double ikke afviklet fra 1998 og frem.                        |
| 2010 | Søren Wedege (2) Birkerød TK           | Karen Barbat (1) Birkerød TK                         | Ole Jensen (1) Andreas Laulund (1) Gentofte TK                           | Cecilie Lundgaard Melsted (1) Maria Rasmussen (2) KB                       | Mixed double ikke afviklet fra 1998 og frem.                        |
| 2011 | Philip Ørnø (1) Helsingør TK           | Mai Grage (1) KB                                     | Mikael Torpegaard (1) Lyngby TK Søren Wedege (1) Birkerød TK             | Karina I. Jacobsgaard (5) Mai Grage (1) KB                                 | Mixed double ikke afviklet fra 1998 og frem.                        |
| 2012 | Martin Pedersen (1) KB                 | Karen Barbat (2) Birkerød TK                         | Martin Pedersen (2) Thomas Kromann (2) KB                                | Mai Grage (4) Cecilie Lundgaard Melsted (2) KB                             | Mixed double ikke afviklet fra 1998 og frem.                        |
| 2013 | Mikael Torpegaard (1) Lyngby TK        | Karen Barbat (3) Birkerød TK                         | Anders Jørgensen (1) Søren Spanner (2) Gentofte TK                       | Malou Ejdesgaard (2) Mai Grage (2) KB                                      | Mixed double ikke afviklet fra 1998 og frem.                        |
| 2014 | Martin Pedersen (2) KB                 | Mai Grage (2) KB                                     | Thomas Kromann (3) HIK Martin Pedersen (3) KB                            | Malou Ejdesgaard (3) HIK Mai Grage (3) KB                                  | Mixed double ikke afviklet fra 1998 og frem.                        |
| 2015 | Philip Ørnø (2) Gentofte TK            | Karen Barbat (4) Birkerød TK                         | Johannes Ingildsen (1) KB Christian Sigsgaard (1) Gentofte TK            | Cecilie Lundgaard Melsted (3) Emma Vesten Håkansson (1) HIK                | Mixed double ikke afviklet fra 1998 og frem.                        |
| 2016 | Johannes Ingildsen (1) KB              | Karen Barritza (5) Birkerød TK                       | Anders Grinderslev (1) Skovbakken Mohamed Shabib (1) KB                  | Helena Hildebrand Steenberg (1) Lyngby TK Emilie K.S. Hansen (1) Greve TK  | Mixed double ikke afviklet fra 1998 og frem.                        |
| 2017 | Nicolai Ferrigno (1) KB                | Hannah Viller Møller (1) HIK                         | Christian Berg Thuesen (1) Esben Hess-Olesen (1) Aarhus 1900             | Catrine Bjerrehus (1) Aarhus 1900 Maria Jespersen (1) Gentofte TK          | Mixed double ikke afviklet fra 1998 og frem.                        |
| 2018 | Philip Hjorth (1) Lyngby TK            | Karen Barritza (6) Birkerød TK                       | Herredouble ikke afviklet fra 2018 og frem.                              | Damedouble ikke afviklet fra 2018 og frem.                                 | Mixed double ikke afviklet fra 1998 og frem.                        |
| 2019 | Holger Rune (1) HIK                    | Hannah Viller Møller (2) HIK                         | Herredouble ikke afviklet fra 2018 og frem.                              | Damedouble ikke afviklet fra 2018 og frem.                                 | Mixed double ikke afviklet fra 1998 og frem.                        |

### Statistik

#### Herresingle
| Flest titler 1914-2019 | Flest titler 1914-2019  | Flest titler 1914-2019                         |
| Titler                 | Spiller                 | År                                             |
| ---------------------- | ----------------------- | ---------------------------------------------- |
| 8                      | Kurt Nielsen            | 1947, 1948, 1949, 1951, 1952, 1953, 1955, 1958 |
| 8                      | Jørgen Ulrich           | 1956, 1959, 1960, 1961, 1962, 1964, 1971, 1972 |
| 7                      | Axel Petersen           | 1923, 1924, 1925, 1926, 1927, 1928, 1933       |
| 5                      | Vagn Ingerslev          | 1917, 1918, 1919, 1920, 1921                   |
| 5                      | Anker Jacobsen          | 1936, 1937, 1939, 1940, 1943                   |
| 5                      | Jan Leschly             | 1963, 1965, 1966, 1967, 1969                   |
| 5                      | Lars Elvstrøm           | 1975, 1976, 1977, 1978, 1983                   |
| 5                      | Morten Christensen      | 1985, 1986, 1987, 1989, 1994                   |
| 4                      | Jonathan Printzlau      | 1999, 2000, 2001, 2002                         |
| 4                      | Frederik Løchte Nielsen | 2005, 2006, 2007, 2009                         |
| 3                      | Michael Mortensen       | 1981, 1982, 1984                               |

| Flest titler i træk 1914-2019 | Flest titler i træk 1914-2019 | Flest titler i træk 1914-2019 |
| Titler                        | Spiller                       | Periode                       |
| ----------------------------- | ----------------------------- | ----------------------------- |
| 6                             | Axel Petersen                 | 1923-28                       |
| 5                             | Vagn Ingerslev                | 1917-21                       |
| 4                             | Jørgen Ulrich                 | 1959-62                       |
| 4                             | Lars Elvstrøm                 | 1975-78                       |
| 4                             | Jonathan Printzlau            | 1999-2002                     |
| 3                             | Kurt Nielsen                  | 1947-49                       |
| 3                             | Kurt Nielsen                  | 1951-53                       |
| 3                             | Jan Leschly                   | 1965-67                       |
| 3                             | Morten Christensen            | 1985-87                       |
| 3                             | Frederik Løchte Nielsen       | 2005-07                       |

| Titler fordelt efter klub 1914-2019 | Titler fordelt efter klub 1914-2019 | Titler fordelt efter klub 1914-2019 |
| Titler                              | Klub                                |                                     |
| ----------------------------------- | ----------------------------------- | ----------------------------------- |
| '                                   | [[]]                                |                                     |
| '                                   | [[]]                                |                                     |
| '                                   | [[]]                                |                                     |
| '                                   | [[]]                                |                                     |
| '                                   | [[]]                                |                                     |
| '                                   | [[]]                                |                                     |
| '                                   | [[]]                                |                                     |
| '                                   | [[]]                                |                                     |
| '                                   | [[]]                                |                                     |
| '                                   | [[]]                                |                                     |

#### Damesingle
| Flest titler 1914-2019 | Flest titler 1914-2019 | Flest titler 1914-2019                                                 |
| Titler                 | Spiller                | År                                                                     |
| ---------------------- | ---------------------- | ---------------------------------------------------------------------- |
| 12                     | Hilde Sperling         | 1932, 1933, 1934, 1935, 1936, 1937, 1938, 1939, 1940, 1941, 1942, 1944 |
| 8                      | Lisa Gram Andersen     | 1943, 1949, 1950, 1952, 1953, 1957, 1959, 1962                         |
| 7                      | Vera Johansen          | 1945, 1946, 1947, 1948, 1955, 1958, 1963,                              |
| 6                      | Tine Scheuer-Larsen    | 1982, 1983, 1984, 1986, 1987, 1989                                     |
| 6                      | Karen Barritza         | 2010, 2012, 2013, 2015, 2016, 2018                                     |
| 5                      | Elsebeth Brehm         | 1921, 1923, 1924, 1927, 1928                                           |
| 5                      | Pia Balling            | 1961, 1964, 1965, 1966, 1967                                           |
| 5                      | Anne-Mette Sørensen    | 1973, 1974, 1976, 1977, 1981                                           |
| 3                      | Alice Krayenbühl       | 1916, 1918, 1920                                                       |
| 3                      | Gitte Grage            | 1968, 1970, 1971                                                       |
| 3                      | Dorte Ekner            | 1978, 1979, 1980                                                       |
| 3                      | Karin Ptaszek          | 1991, 1992, 1996                                                       |
| 3                      | Karina I. Jacobsgaard  | 2001, 2003, 2008                                                       |
| 3                      | Hanne Skak Jensen      | 2006, 2007, 2009                                                       |

| Flest titler i træk 1914-2019 | Flest titler i træk 1914-2019 | Flest titler i træk 1914-2019 |
| Titler                        | Spiller                       | Periode                       |
| ----------------------------- | ----------------------------- | ----------------------------- |
| 11                            | Hilde Sperling                | 1932-42                       |
| 4                             | Vera Johansen                 | 1945-48                       |
| 4                             | Pia Balling                   | 1964-67                       |
| 3                             | Dorte Ekner                   | 1978-80                       |
| 3                             | Tine Scheuer-Larsen           | 1982-84                       |

| Titler fordelt efter klub 1914-2019 | Titler fordelt efter klub 1914-2019 | Titler fordelt efter klub 1914-2019 |
| Titler                              | Klub                                |                                     |
| ----------------------------------- | ----------------------------------- | ----------------------------------- |
| '                                   | [[]]                                |                                     |
| '                                   | [[]]                                |                                     |
| '                                   | [[]]                                |                                     |
| '                                   | [[]]                                |                                     |
| '                                   | [[]]                                |                                     |
| '                                   | [[]]                                |                                     |
| '                                   | [[]]                                |                                     |
| '                                   | [[]]                                |                                     |
| '                                   | [[]]                                |                                     |
| '                                   | [[]]                                |                                     |

#### Herredouble
| Flest titler 1914-2017 | Flest titler 1914-2017   | Flest titler 1914-2017                                           |
| Titler                 | Spiller                  | År                                                               |
| ---------------------- | ------------------------ | ---------------------------------------------------------------- |
| 11                     | Jørgen Ulrich            | 1954, 1958, 1959, 1960, 1961, 1962, 1963, 1964, 1967, 1968, 1971 |
| 9                      | Jan Leschly              | 1958, 1959, 1961, 1962, 1963, 1964, 1965, 1967, 1969             |
| 8                      | Kurt Nielsen             | 1948, 1949, 1951, 1952, 1953, 1955, 1957, 1960                   |
| 7                      | Povl Henriksen           | 1923, 1924, 1925, 1926, 1930, 1931, 1932                         |
| 6                      | Tom Christensen          | 1970, 1973, 1974, 1975, 1977, 1978                               |
| 5                      | Einer Ulrich             | 1923, 1924, 1934, 1938, 1947                                     |
| 5                      | Torben Ulrich            | 1948, 1951, 1952, 1953, 1957                                     |
| 5                      | Finn Christensen         | 1977, 1978, 1980, 1981, 1983                                     |
| 5                      | Michael Mortensen        | 1982, 1984, 1986, 1987, 1989                                     |
| 5                      | Morten Christensen       | 1985, 1990, 1991, 1992, 1993                                     |
| 5                      | Rasmus Nørby             | 2000, 2003, 2004, 2005, 2006                                     |
| 4                      | Lars Elvstrøm            | 1971, 1975, 1976, 1979                                           |
| 4                      | Michael Tauson           | 1986, 1987, 1990, 1992                                           |
| 4                      | Christian Camradt        | 1988, 1994, 1996, 1998                                           |
| 4                      | Frederik Løchte Nielsen  | 2004, 2005, 2006, 2009                                           |
| 3                      | Harald Waagepetersen     | 1915, 1918, 1919                                                 |
| 3                      | Fritz Gleerup            | 1930, 1931, 1932                                                 |
| 3                      | Per Thielsen             | 1944, 1945, 1946                                                 |
| 3                      | Jannik Ipsen             | 1944, 1945, 1946                                                 |
| 3                      | Anker Jacobsen           | 1939, 1943, 1949                                                 |
| 3                      | Knud Erik Kundby Nielsen | 1972, 1973, 1974                                                 |
| 3                      | Carl Edvard Hedelund     | 1966, 1969, 1979                                                 |
| 3                      | Jes Bech Müller          | 1980, 1981, 1983                                                 |
| 3                      | Søren Spanner            | 2000, 2003, 2013                                                 |
| 3                      | Martin Pedersen          | 2007, 2012, 2014                                                 |
| 3                      | Thomas Kromann           | 2007, 2012, 2014                                                 |

| Flest titler i træk 1914-2017 | Flest titler i træk 1914-2017 | Flest titler i træk 1914-2017 |
| Titler                        | Spiller                       | Periode                       |
| ----------------------------- | ----------------------------- | ----------------------------- |
| 7                             | Jørgen Ulrich                 | 1958-64                       |
| 5                             | Jan Leschly                   | 1961-65                       |
| 4                             | Povl Henriksen                | 1923-26                       |
| 4                             | Morten Christensen            | 1990-93                       |
| 4                             | Rasmus Nørby                  | 2003-06                       |
| 3                             | Povl Henriksen                | 1930-32                       |
| 3                             | Fritz Gleerup                 | 1930-32                       |
| 3                             | Per Thielsen                  | 1944-46                       |
| 3                             | Jannik Ipsen                  | 1944-46                       |
| 3                             | Kurt Nielsen                  | 1951-53                       |
| 3                             | Torben Ulrich                 | 1951-53                       |
| 3                             | Knud Erik Kundby Nielsen      | 1972-74                       |
| 3                             | Tom Christensen               | 1973-75                       |
| 3                             | Frederik Løchte Nielsen       | 2004-06                       |

| Titler fordelt efter klub 1914-2017 | Titler fordelt efter klub 1914-2017 | Titler fordelt efter klub 1914-2017 |
| Titler                              | Klub                                |                                     |
| ----------------------------------- | ----------------------------------- | ----------------------------------- |
| '                                   | [[]]                                |                                     |
| '                                   | [[]]                                |                                     |
| '                                   | [[]]                                |                                     |
| '                                   | [[]]                                |                                     |
| '                                   | [[]]                                |                                     |
| '                                   | [[]]                                |                                     |
| '                                   | [[]]                                |                                     |
| '                                   | [[]]                                |                                     |
| '                                   | [[]]                                |                                     |
| '                                   | [[]]                                |                                     |

#### Damedouble
| Flest titler 1921-2017 | Flest titler 1921-2017    | Flest titler 1921-2017                                                             |
| Titler                 | Spiller                   | År                                                                                 |
| ---------------------- | ------------------------- | ---------------------------------------------------------------------------------- |
| 14                     | Vera Johansen             | 1945, 1946, 1947, 1948, 1952, 1953, 1954, 1955, 1956, 1958, 1959, 1960, 1962, 1963 |
| 13                     | Lisa Gram Andersen        | 1945, 1947, 1948, 1951, 1952, 1953, 1954, 1955, 1956, 1958, 1959, 1960, 1962       |
| 12                     | Hilde Sperling            | 1932, 1933, 1934, 1935, 1936, 1937, 1938, 1939, 1940, 1941, 1942, 1944             |
| 12                     | Tine Scheuer-Larsen       | 1981, 1982, 1983, 1984, 1986, 1987, 1989, 1990, 1992, 1993, 1994, 1996             |
| 10                     | Mari-Ann Bloch-Jørgensen  | 1966, 1968, 1969, 1970, 1971, 1972, 1973, 1974, 1976, 1977                         |
| 7                      | Else Støckel              | 1937, 1938, 1939, 1940, 1941, 1942, 1943                                           |
| 7                      | Dorte Ekner               | 1967, 1970, 1976, 1977, 1978, 1979, 1980                                           |
| 6                      | Lone Vandborg             | 1984, 1985, 1986, 1987, 1989, 1990                                                 |
| 5                      | Milly Vagn Nielsen        | 1946, 1950, 1957, 1968, 1969                                                       |
| 5                      | Gitte Ejlerskov           | 1964, 1965, 1971, 1972, 1973                                                       |
| 5                      | Karina I. Jacobsgaard     | 1997, 2000, 2008, 2009, 2011                                                       |
| 4                      | Anne-Mette Sørensen       | 1974, 1975, 1981, 1982                                                             |
| 4                      | Karin Ptaszek             | 1991, 1993, 1994, 1996                                                             |
| 4                      | Mette Iversen             | 1999, 2001, 2002, 2003                                                             |
| 4                      | Mai Grage                 | 2011, 2012, 2013, 2014                                                             |
| 3                      | Pia Balling               | 1965, 1966, 1967                                                                   |
| 3                      | Birgitte Hermansen        | 1978, 1979, 1980                                                                   |
| 3                      | Henriette Kjær-Nielsen    | 1988, 1991, 1992                                                                   |
| 3                      | Rikke Faurfelt            | 1997, 2000, 2005                                                                   |
| 3                      | Hanne Skak Jensen         | 2006, 2007, 2009                                                                   |
| 3                      | Malou Ejdesgaard          | 2007, 2013, 2014                                                                   |
| 3                      | Cecilie Lundgaard Melsted | 2010, 2012, 2015                                                                   |

| Flest titler i træk 1921-2017 | Flest titler i træk 1921-2017 | Flest titler i træk 1921-2017 |
| Titler                        | Spiller                       | Periode                       |
| ----------------------------- | ----------------------------- | ----------------------------- |
| 11                            | Hilde Sperling                | 1932-42                       |
| 7                             | Else Støckel                  | 1937-43                       |
| 7                             | Mari-Ann Bloch-Jørgensen      | 1968-74                       |
| 6                             | Lisa Gram Andersen            | 1951-56                       |
| 5                             | Vera Johansen                 | 1952-56                       |
| 5                             | Dorte Ekner                   | 1976-80                       |
| 4                             | Vera Johansen                 | 1945-48                       |
| 4                             | Tine Scheuer-Larsen           | 1981-84                       |
| 4                             | Lone Vandborg                 | 1984-87                       |
| 4                             | Tine Scheuer-Larsen           | 1992-96                       |
| 4                             | Mai Grage                     | 2011-14                       |
| 3                             | Vera Johansen                 | 1958-60                       |
| 3                             | Lisa Gram Andersen            | 1958-60                       |
| 3                             | Pia Balling                   | 1965-67                       |
| 3                             | Gitte Ejlerskov               | 1971-73                       |
| 3                             | Birgitte Hermansen            | 1978-80                       |
| 3                             | Karin Ptaszek                 | 1993-96                       |
| 3                             | Mette Iversen                 | 2001-03                       |

| Titler fordelt efter klub 1921-2017 | Titler fordelt efter klub 1921-2017 | Titler fordelt efter klub 1921-2017 |
| Titler                              | Klub                                |                                     |
| ----------------------------------- | ----------------------------------- | ----------------------------------- |
| '                                   | [[]]                                |                                     |
| '                                   | [[]]                                |                                     |
| '                                   | [[]]                                |                                     |
| '                                   | [[]]                                |                                     |
| '                                   | [[]]                                |                                     |
| '                                   | [[]]                                |                                     |
| '                                   | [[]]                                |                                     |
| '                                   | [[]]                                |                                     |
| '                                   | [[]]                                |                                     |
| '                                   | [[]]                                |                                     |

#### Mixed double
| Flest titler 1921-97 | Flest titler 1921-97 | Flest titler 1921-97                                       |
| Titler               | Spiller              | År                                                         |
| -------------------- | -------------------- | ---------------------------------------------------------- |
| 10                   | Hilde Sperling       | 1932, 1933, 1934, 1935, 1936, 1938, 1939, 1940, 1942, 1944 |
| 8                    | Kurt Nielsen         | 1948, 1949, 1951, 1952, 1955, 1958, 1959, 1960             |
| 8                    | Vera Johansen        | 1946, 1948, 1952, 1955, 1958, 1959, 1965, 1969             |
| 8                    | Tine Scheuer-Larsen  | 1982, 1983, 1984, 1986, 1987, 1989, 1990, 1991             |
| 7                    | Anker Jacobsen       | 1936, 1938, 1939, 1940, 1942, 1944, 1947                   |
| 6                    | Anne-Mette Sørensen  | 1973, 1974, 1975, 1976, 1980, 1981                         |
| 5                    | Michael Mortensen    | 1986, 1987, 1989, 1990, 1991                               |
| 4                    | Lise Kaae Evers      | 1960, 1961, 1964, 1966                                     |
| 4                    | Christian Camradt    | 1992, 1994, 1996, 1997                                     |
| 3                    | Lisa Gram Andersen   | 1945, 1950, 1951                                           |
| 3                    | Jan Leschly          | 1964, 1965, 1966                                           |
| 3                    | Jørgen Ulrich        | 1954, 1963, 1967                                           |
| 3                    | Ulla Pontoppidan     | 1962, 1963, 1967                                           |
| 3                    | Tom Christensen      | 1969, 1974, 1975                                           |
| 3                    | Lars Elvstrøm        | 1977, 1978, 1979                                           |
| 3                    | Dorte Ekner          | 1977, 1978, 1979                                           |
| 3                    | Ole Monberg          | 1976, 1980, 1981                                           |
| 3                    | Karin Ptaszek        | 1992, 1994, 1996                                           |

| Flest titler i træk 1921-97 | Flest titler i træk 1921-97 | Flest titler i træk 1921-97 |
| Titler                      | Spiller                     | Periode                     |
| --------------------------- | --------------------------- | --------------------------- |
| 5                           | Hilde Sperling              | 1932-36                     |
| 4                           | Anne-Mette Sørensen         | 1973-76                     |
| 3                           | Hilde Sperling              | 1938-40                     |
| 3                           | Anker Jacobsen              | 1938-40                     |
| 3                           | Kurt Nielsen                | 1958-60                     |
| 3                           | Jan Leschly                 | 1964-66                     |
| 3                           | Lars Elvstrøm               | 1977-79                     |
| 3                           | Dorte Ekner                 | 1977-79                     |
| 3                           | Tine Scheuer-Larsen         | 1982-84                     |
| 3                           | Michael Mortensen           | 1989-91                     |
| 3                           | Christian Camradt           | 1994-97                     |

| Titler fordelt efter klub 1921-97 | Titler fordelt efter klub 1921-97 | Titler fordelt efter klub 1921-97 |
| Titler                            | Klub                              |                                   |
| --------------------------------- | --------------------------------- | --------------------------------- |
| '                                 | [[]]                              |                                   |
| '                                 | [[]]                              |                                   |
| '                                 | [[]]                              |                                   |
| '                                 | [[]]                              |                                   |
| '                                 | [[]]                              |                                   |
| '                                 | [[]]                              |                                   |
| '                                 | [[]]                              |                                   |
| '                                 | [[]]                              |                                   |
| '                                 | [[]]                              |                                   |
| '                                 | [[]]                              |                                   |

## Samlet statitik
Spillere med mindst 20 mesterskaber i alt.
| Flest titler 1904-2018   | Flest titler 1904-2018 | Flest titler 1904-2018 | Flest titler 1904-2018 | Flest titler 1904-2018 | Flest titler 1904-2018 | Flest titler 1904-2018 | Flest titler 1904-2018 | Flest titler 1904-2018 | Flest titler 1904-2018 | Flest titler 1904-2018 | Flest titler 1904-2018 |
| Spiller                  | Total                  | Udendørs               | Udendørs               | Udendørs               | Udendørs               | Udendørs               | Indendørs              | Indendørs              | Indendørs              | Indendørs              | Indendørs              |
| Spiller                  | Total                  | HS                     | DS                     | HD                     | DD                     | MD                     | HS                     | DS                     | HD                     | DD                     | MD                     |
| ------------------------ | ---------------------- | ---------------------- | ---------------------- | ---------------------- | ---------------------- | ---------------------- | ---------------------- | ---------------------- | ---------------------- | ---------------------- | ---------------------- |
| Vera Johansen            | 53                     | -                      | 7                      | -                      | 10                     | 7                      | -                      | 7                      | -                      | 14                     | 8                      |
| Hilde Sperling           | 51                     | -                      | 6                      | -                      | 6                      | 5                      | -                      | 12                     | -                      | 12                     | 10                     |
| Kurt Nielsen             | 49                     | 8                      | -                      | 8                      | -                      | 9                      | 8                      | -                      | 8                      | -                      | 8                      |
| Tine Scheuer-Larsen      | 44                     | -                      | 6                      | -                      | 7                      | 5                      | -                      | 6                      | -                      | 12                     | 8                      |
| Lisa Gram Andersen       | 42                     | -                      | 3                      | -                      | 9                      | 4                      | -                      | 8                      | -                      | 13                     | 5                      |
| Else Støckel             | 39                     | -                      | 12                     | -                      | 11                     | 5                      | -                      | 2                      | -                      | 8                      | 1                      |
| Jan Leschly              | 39                     | 7                      | -                      | 9                      | -                      | 6                      | 5                      | -                      | 9                      | -                      | 3                      |
| Jørgen Ulrich            | 37                     | 4                      | -                      | 9                      | -                      | 2                      | 8                      | -                      | 11                     | -                      | 3                      |
| Anker Jacobsen           | 36                     | 7                      | -                      | 7                      | -                      | 7                      | 5                      | -                      | 3                      | -                      | 7                      |
| Einer Ulrich             | 30                     | 5                      | -                      | 11                     | -                      | 5                      | 2                      | -                      | 5                      | -                      | 2                      |
| Anne-Mette Sørensen      | 26                     | -                      | 3                      | -                      | 5                      | 3                      | -                      | 5                      | -                      | 4                      | 6                      |
| Mari-Ann Bloch-Jørgensen | 25                     | -                      | 3                      | -                      | 8                      | 1                      | -                      | 2                      | -                      | 10                     | 1                      |
| Dorte Ekner              | 25                     | -                      | 3                      | -                      | 4                      | 5                      | -                      | 3                      | -                      | 7                      | 3                      |
| Lars Elvstrøm            | 24                     | 4                      | -                      | 2                      | -                      | 5                      | 5                      | -                      | 5                      | -                      | 3                      |
| Karin Ptaszek            | 24                     | -                      | 4                      | -                      | 5                      | 5                      | -                      | 3                      | -                      | 4                      | 3                      |
| Karina I. Jacobsgaard    | 23                     | -                      | 4                      | -                      | 7                      | 4                      | -                      | 3                      | -                      | 5                      | -                      |
| Tom Christensen          | 22                     | 4                      | -                      | 5                      | -                      | 2                      | 2                      | -                      | 6                      | -                      | 3                      |
| Michael Mortensen        | 22                     | -                      | -                      | 6                      | -                      | 3                      | 3                      | -                      | 5                      | -                      | 5                      |
| Vagn Ingerslev           | 20                     | 10                     | -                      | 3                      | -                      | -                      | 5                      | -                      | 2                      | -                      | -                      |
| Milly Vagn Nielsen       | 20                     | -                      | 2                      | -                      | 10                     | 1                      | -                      | 2                      | -                      | 5                      | -                      |
| Torben Ulrich            | 20                     | 4                      | -                      | 7                      | -                      | 1                      | 2                      | -                      | 5                      | -                      | 1                      |